# Liste der Biografien/Nik
Liste der Biografien |
Portal Biografien |
Personensuche
# |
A |
B |
C |
D |
E |
F |
G |
H |
I |
J |
K |
L |
M |
N |
O |
P |
Q |
R |
S |
T |
U |
V |
W |
X |
Y |
Z |
?
 
Na |
Nb |
Nc |
Nd |
Ne |
Nf |
Ng |
Nh |
Ni |
Nj |
Nk |
Nl |
Nm |
Nn |
No |
Nr |
Ns |
Nt |
Nu |
Nv |
Nw |
Nx |
Ny |
Nz
 
Nia |
Nib |
Nic |
Nid |
Nie |
Nif |
Nig |
Nih |
Nii |
Nij |
Nik |
Nil |
Nim |
Nin |
Nio |
Nip |
Niq |
Nir |
Nis |
Nit |
Niu |
Niv |
Niw |
Nix |
Niy |
Niz
Die Liste der Biografien führt alle Personen auf, die in der deutschsprachigen Wikipedia einen Artikel haben. Dieses ist eine Teilliste mit 651 Einträgen von Personen, deren Namen mit den Buchstaben „Nik“ beginnt.

## Nik
- Nik-Zainal, Serena, Ärztin und Krebsforscherin

### Nika
- Nika, Renate (* 1972), österreichische Kirchenmusikerin und Theologin
- Nikačević, Aleksandar (* 1978), serbischer Radrennfahrer
- Nikai, Toshihiro (* 1939), japanischer Politiker
- Nikaia, Tochter des Antipater, Verlobte des Perdikkas und Ehefrau des Lysimachos
- Nikaia von Korinth, Ehefrau des Alexandros von Korinth und des Königs Demetrios II. von Makedonien
- Nikaianch (II.), altägyptischer Beamter der 6. Dynastie
- Nikaianch (I.), altägyptischer Beamter der 6. Dynastie
- Nikaidō, Hiroshi (* 1932), japanischer Mikrobiologe und Biochemiker
- Nikaidō, Manabu (* 1966), japanischer Skispringer
- Nikaidō, Ren (* 2001), japanischer Skispringer
- Nikainetos, griechischer Dichter
- Nikaj, Enisa (* 1996), US-amerikanische Sängerin
- Nikandros, griechischer Steinschneider
- Nikandros aus Kolophon, griechischer Arzt, Grammatiker und Dichter
- Nikandrow, Filipp Walerjewitsch (* 1968), russischer Architekt
- Nikanor, antiker Grieche
- Nikanor, makedonischer Offizier
- Nikanor, makedonischer Offizier unter Ptolemaios I.
- Nikanor, makedonischer Offizier zur Zeit der Alexanders des Großen
- Nikanor, seleukidischer Offizier
- Nikanor († 330 v. Chr.), makedonischer Offizier zur Zeit der Alexanders des Großen
- Nikanor († 326 v. Chr.), makedonischer Offizier und Satrap zur Zeit der Alexanders des Großen
- Nikanor († 310 v. Chr.), makedonischer Offizier zur Zeit der Diadochen
- Nikanor († 161 v. Chr.), seleukidischer Offizier
- Nikanor, frühchristlicher Diakon und Martyer
- Nikanor aus Alexandria, griechischer Grammatiker aus hadrianischer Zeit
- Nikanor aus Kos, hellenistischer Grammatiker
- Nikanor aus Kyrene, hellenistischer Grammatiker
- Nikantschikow, Alexei Wladimirowitsch (1940–1972), sowjetischer Degenfechter
- Nikão (* 1992), brasilianischer Fußballspieler
- Nikare I., altägyptischer König der 8. Dynastie
- Nikare II., altägyptischer Kleinkönig
- Nikarete aus Korinth, griechische Bordellwirtin (Korinth)
- Nikarete aus Megara, griechische Hetäre
- Nikas, Panny (* 1988), australischer Fußballspieler
- Nikauradjedef, Prinz der altägyptischen 4. Dynastie
- Nikaure, Prinz der altägyptischen 4. Dynastie

### Nikb
- Nikbakhsh, Michael (* 1970), österreichischer JournalistMichael Nikbakhsh (* 1970)

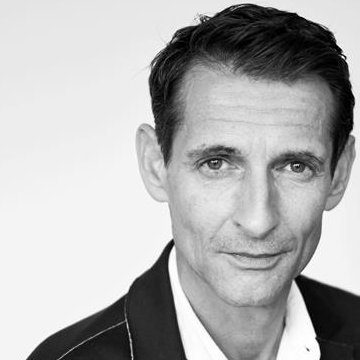
Michael Nikbakhsh (* 1970)

- Nikbakht Vahedi, Alireza (* 1980), iranischer Fußballspieler

### Nikc
- Nikčević, Ivan (* 1981), serbischer Handballspieler
- Nikčević, Nebojša (* 1965), montenegrinischer Schachspieler
- Nikčević, Sanja (* 1960), jugoslawische bzw. kroatische Theaterwissenschaftlerin und -kritikerin
- Nikčević, Tea (* 2005), montenegrinische Tennisspielerin
- Nikci, Adrian (* 1989), Schweizer Fußballspieler

### Nike
- Nikeghbali, Ashkan (* 1975), französischer Mathematiker und Hochschullehrer iranischer Herkunft
- Nikel, Emil (1851–1921), deutscher Theologe und Komponist
- Nikel, Hannes (1931–2001), deutscher Filmeditor
- Nikel, Hans A. (1930–2018), deutscher Verleger und Künstler
- Nikel, Helmut (* 1966), österreichischer Politiker (BZÖ)
- Nikel, Johannes Simon (1863–1924), deutscher katholischer Theologe (Alttestamentler)
- Nikel, Lea (1918–2005), israelische abstrakte Malerin und Künstlerin
- Nikel, Rolf (* 1954), deutscher DiplomatRolf Nikel (* 1954)

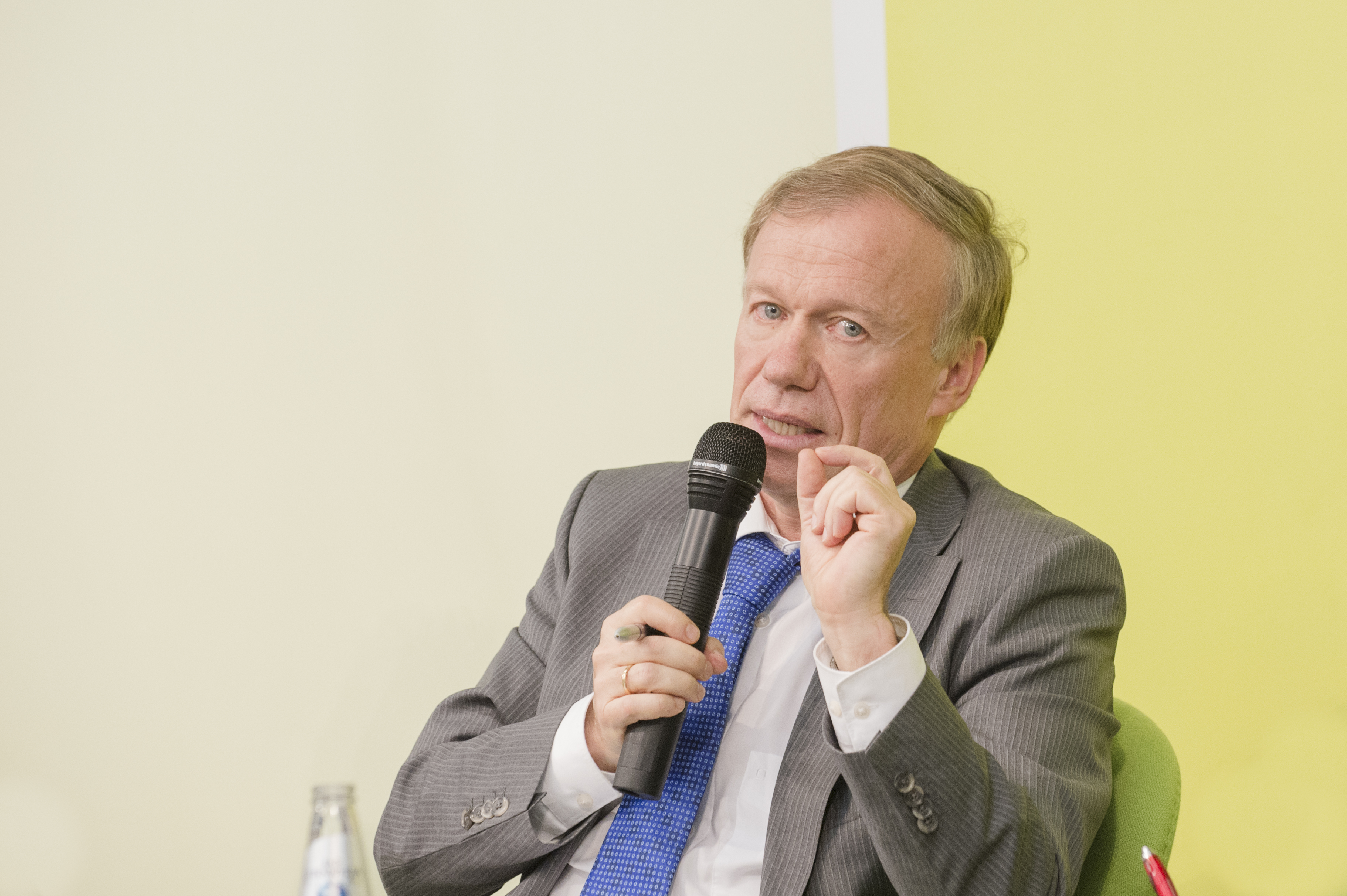
Rolf Nikel (* 1954)

- Nikel, Thomas (* 1946), deutscher Filmregisseur und Filmeditor
- Nikel, Volker (* 1959), deutscher Maler, Bildhauer und Performance-Künstler
- Nikelis, Holger (* 1978), deutscher Rollstuhl-Tischtennisspieler
- Nikephoritzes († 1078), byzantinischer Eunuch, Finanzminister unter Kaiser Michael VII.
- Nikephoros († 1597), orthodoxer Protosynkellos des Patriarchen von Konstantinopel
- Nikephoros, byzantinischer Mitkaiser, Sohn des Artabasdos
- Nikephoros, byzantinischer Kaisar (Caesar) und Thronprätendent, Sohn Konstantins V.
- Nikephoros Basilakes, byzantinischer General und Usurpator gegen Kaiser Nikephoros III.
- Nikephoros Blemmydes, byzantinischer Mönch, Mediziner und Erzieher
- Nikephoros Bryennios, byzantinischer Ethnarch und Rebell gegen Kaiser Michael VI.
- Nikephoros Bryennios († 1136), byzantinischer Militär, Politiker und Historiker
- Nikephoros Bryennios der Ältere, byzantinischer General und Usurpator gegen Kaiser Michael VII.
- Nikephoros Diogenes (* 1070), byzantinischer Prinz und Mitkaiser, Thronprätendent gegen Alexios I.
- Nikephoros I. († 828), byzantinischer Geschichtsschreiber und Patriarch von Konstantinopel
- Nikephoros I. († 811), byzantinischer Kaiser
- Nikephoros I., griechischer Patriarch von Jerusalem
- Nikephoros I. Komnenos Dukas Angelos, Despot von Epirus
- Nikephoros II. († 1261), Patriarch von Konstantinopel (1260–1261)
- Nikephoros II. (912–969), byzantinischer KaiserNikephoros II. (912–969)

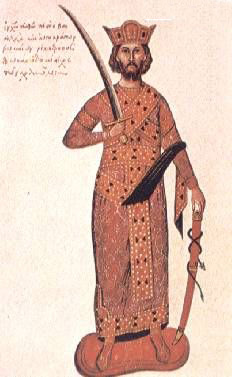
Nikephoros II. (912–969)

- Nikephoros II. Dukas († 1359), Titular-Pfalzgraf von Kephalonia und Herrscher (Despot) von Epirus
- Nikephoros III., byzantinischer Kaiser
- Nikephoros Kallistu Xanthopulos, griechischer Kirchenhistoriker
- Nikephoros Kantakuzenos, byzantinischer Aristokrat, Cousin von Kaiser Johannes VI.
- Nikephoros Komnenos, byzantinischer General und Rebell gegen Kaiser Konstantin VIII.
- Nikephoros Kontostephanos, byzantinischer Dux von Kreta, mutmaßlicher Separatist in Kleinasien, Sebastokrator unter Kaiser Theodor I. Laskaris
- Nikephoros Melissenos († 1104), byzantinischer General, Gegenkaiser und Kaisar unter Alexios I.
- Nikephoros Petraliphas, byzantinischer Sebastokrator, Urenkel von Kaiser Johannes II.
- Nikephoros Phokas Barytrachelos († 1022), byzantinischer Patrikios und Usurpator
- Nikephoros Phokas der Ältere, byzantinischer Feldherr
- Nikephoros Proteuon, byzantinischer Gouverneur von Bulgarien, kurzzeitiger Thronfolger Kaiser Konstantins IX.
- Nikephoros Synadenos († 1081), Neffe und kurzzeitiger Thronfolger des byzantinischen Kaisers Nikephoros III.
- Nikephoros von Chios († 1821), griechischer theologischer Schriftsteller und Heiliger der Orthodoxen Kirche
- Nikephoros Xiphias, byzantinischer General und Rebell gegen Kaiser Basileios II.
- Nikeratos († 404 v. Chr.), Sohn des Feldherrn Nikias
- Nikerke, Hans von († 1616), estländischer Gutsbesitzer, Quartiermeister und Landrat
- Nikesermos, griechischer Töpfer
- Nikesipolis von Pherai, durch Heirat Königin von Makedonien, Mutter der Thessalonike
- Niketas, Bischof der Bogumilen in Konstantinopel
- Niketas, byzantinischer General, Sohn des Artabasdos
- Niketas Choniates († 1217), byzantinischer Staatsmann und HistorikerNiketas Choniates († 1217)

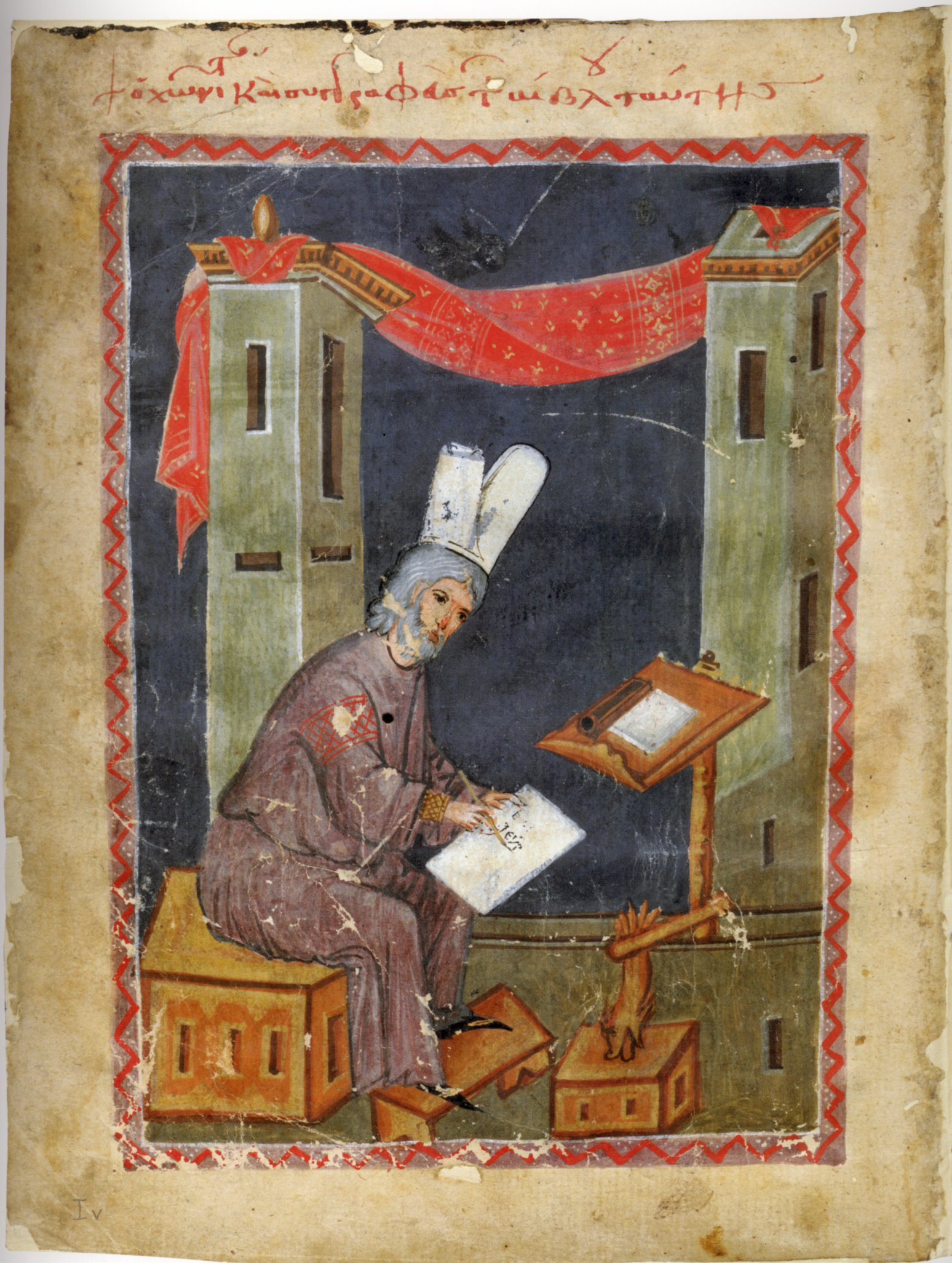
Niketas Choniates († 1217)

- Niketas Eugenianos, mittelgriechischer Autor
- Niketas I. († 780), Patriarch von Konstantinopel
- Niketas II. Muntane, Patriarch von Konstantinopel
- Niketas Scholarios († 1361), General im Kaiserreich Trapezunt
- Niketas Stethatos, byzantinischer Theologe
- Niketas von Byzanz, byzantinischer Theologe
- Niketta, Klaus (* 1963), deutscher Boxer
- Nikezić, Marko (1921–1991), jugoslawischer Politiker
- Nikezić, Nikola (* 1981), montegrinischer Fußballspieler

### Nikf
- Nikfar, Amin (* 1981), iranischer Kugelstoßer

### Nikh
- Nikhilananda (1895–1973), bengalischer Hindugelehrter

### Niki
- Niki (* 1999), Pop-Sängerin
- Niki, Etsuko (1928–1986), japanische Kriminalschriftstellerin
- Niki, Takuto (* 1987), japanischer Tennisspieler
- Nikias, indischer König
- Nikias († 413 v. Chr.), athenischer Politiker und HeerführerNikias († 413 v. Chr.)
- Nikias I, attischer Töpfer
- Nikias II, attischer Töpfer

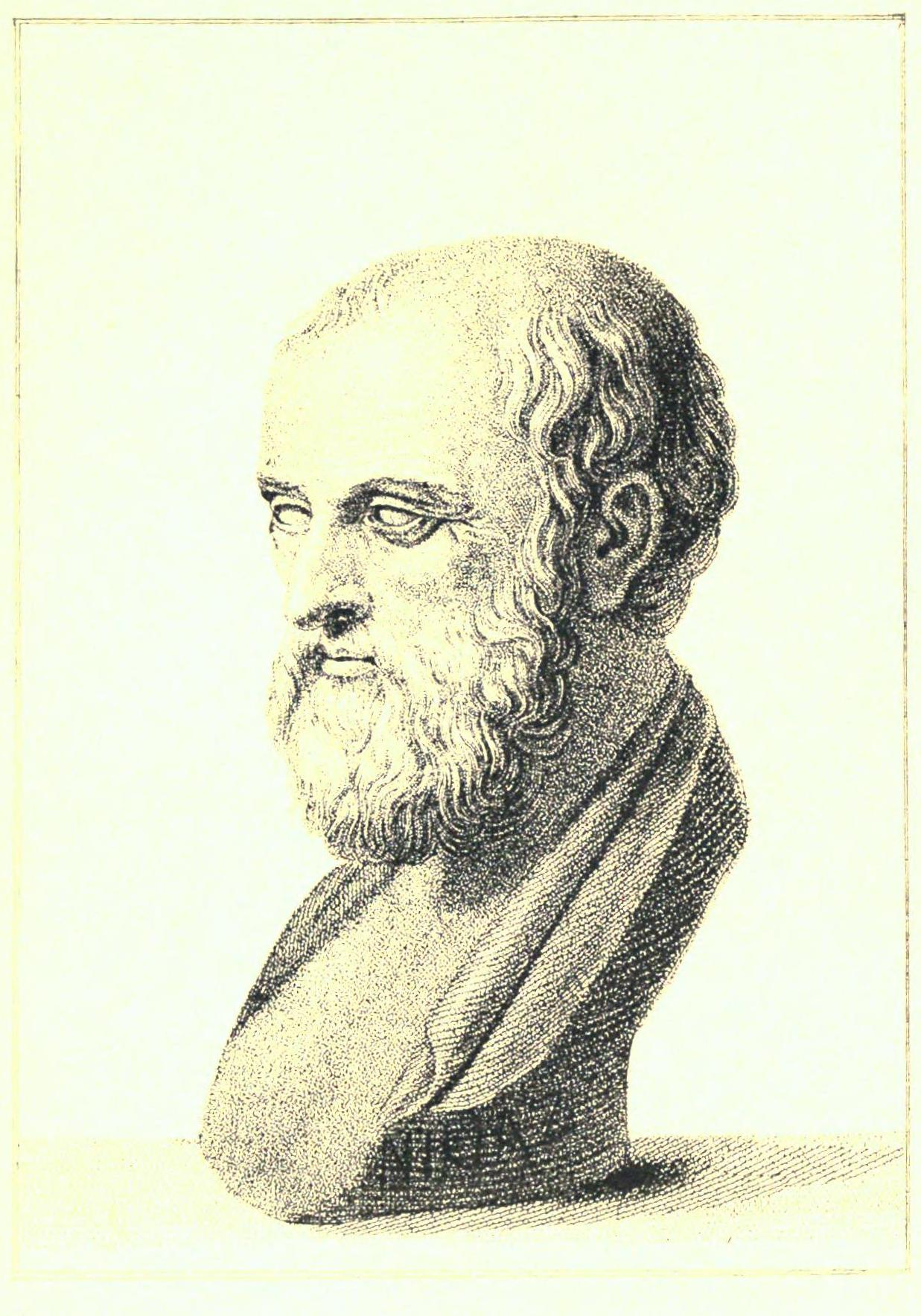
Nikias († 413 v. Chr.)

- Nikias-Maler, griechischer Vasenmaler
- Nikic, Chris (* 1999), amerikanischer Triathlet
- Nikić, Krešimir (* 1999), kroatischer Basketballspieler
- Nikić, Miloš (* 1986), serbischer Volleyballspieler
- Nikić, Slobodan (* 1983), serbischer Wasserballspieler
- Nikiciuk, Władysław (* 1940), polnischer Speerwerfer
- Nikiéma, Abdoul Aziz (* 1985), burkinischer Fußballspieler
- Nikiema, Jacqueline Marie Zaba (* 1957), burkinische Diplomatin
- Nikifor (1895–1968), polnischer Maler
- Nikiforos (1931–2009), griechischer Theologe
- Nikiforov, Toma (* 1993), belgischer Judoka
- Nikiforow, Dmitri Wladimirowitsch (* 1975), russischer Sommerbiathlet
- Nikiforow, Georgi Konstantinowitsch (1884–1938), sowjetischer Dichter, Dramatiker und Prosaist
- Nikiforow, Jewgeni Walerjewitsch (* 1970), russischer Generaloberst; Kommandeur des Westlichen Militärbezirks
- Nikiforow, Juri Walerjewitsch (* 1970), sowjetisch-ukrainisch-russischer Fußballspieler
- Nikiforow, Nikolai Anatoljewitsch (* 1982), russischer Politiker
- Nikiforow, Pawel Michailowitsch (1884–1944), russischer Geophysiker, Seismologe und Hochschullehrer
- Nikiforow, Pjotr Michailowitsch (1882–1974), russisch-sowjetischer Revolutionär und Politiker
- Nikiforow, Sergei (* 1966), sowjetischer Nordischer Kombinierer
- Nikiforow, Wiktor Wassiljewitsch (1931–1989), russischer Eishockeyspieler und -trainer
- Nikiforow, Wjatscheslaw Alexandrowitsch (* 1942), sowjetischer Filmregisseur und Schauspieler
- Nikiforowa, Marija (1885–1919), ukrainische Anarchistin und PartisanenführerinMarija Nikiforowa (1885–1919)

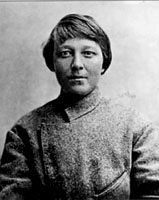
Marija Nikiforowa (1885–1919)

- Nikiforowa, Nadeschda Sergejewna (* 1954), sowjetische bzw. russische Bodenmechanikerin, Geotechnikerin und Hochschullehrerin
- Nikiforowa, Oksana (* 1976), russisch-deutsche Tänzerin
- Nikiphoros der Wundertäter (1890–1964), orthodoxer Mönch und Heiliger
- Nikiprowetzky, Tolia (1916–1997), russischer Komponist
- Nikisch, Amélie (1862–1938), belgische Schauspielerin, Sopranistin, Komponistin
- Nikisch, Arthur (1855–1922), ungarisch-deutscher DirigentArthur Nikisch (1855–1922)

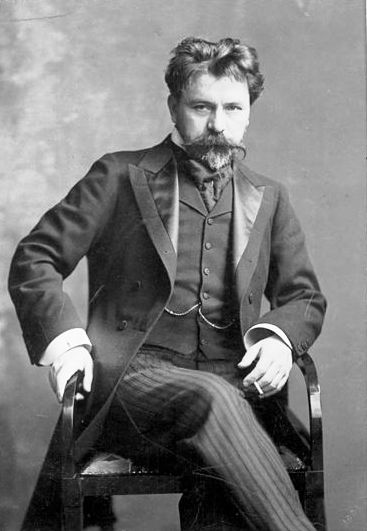
Arthur Nikisch (1855–1922)

- Nikisch, Arthur Philipp (1888–1968), deutscher Rechtswissenschaftler
- Nikisch, Mitja (1899–1936), deutscher Pianist, Komponist und Orchesterleiter
- Nikischa, Denis (* 1995), kasachischer Shorttracker
- Nikischin, Jewgeni Michailowitsch (1945–1986), russischer Mathematiker
- Nikischina, Wiktorija Alexandrowna (* 1984), russische Florettfechterin und Olympiasiegerin
- Nikischtschichina, Jelisaweta Sergejewna (1941–1997), sowjetische bzw. russische Schauspielerin
- Nikischyn, Bohdan (* 1980), ukrainischer Degenfechter
- Nikita († 372), christlicher Märtyrer
- Nikitakis, Nick (1955–2025), griechischer Musiker, Gitarrist und Songwriter
- Nikitas, Derek (* 1974), US-amerikanischer Schriftsteller
- Nikitassova, Plamena (* 1975), bulgarische klassische Violinistin und Spezialistin für Alte Musik
- Nikitchenko, Paul (* 1963), russischer Maler
- Nikiteanu, Liliana (* 1962), rumänische Sängerin (Mezzosopran)
- Nikitenko, Andrei Wladimirowitsch (* 1979), russischer Eishockeyspieler
- Nikitenko, Ljubow Iwanowna (* 1948), sowjetische Hürdenläuferin
- Nikitenko, Sergei Wladimirowitsch (* 1956), sowjetischer Radrennfahrer
- Nikitenko, Waleri Jefremowitsch (* 1940), sowjetischer bzw. russischer Schauspieler und Synchronsprecher
- Nikitin, Afanassi († 1472), russischer Kaufmann und Entdecker
- Nikitin, Alexander Konstantinowitsch (* 1952), russischer Umweltaktivist
- Nikitin, Alexei Walerjewitsch (* 1992), russischer Fußballspieler
- Nikitin, Anne, kanadische Filmkomponistin
- Nikitin, Basil (1885–1960), russischer Orientalist und Politiker
- Nikitin, Boris (* 1979), schweizerischer Theaterregisseur und -kurator
- Nikitin, Dmytro (* 1999), ukrainischer Leichtathlet
- Nikitin, Igor (* 1973), kasachisch-russischer Eishockeyspieler und -trainer
- Nikitin, Igor Borissowitsch (1966–2013), russischer Eishockeyspieler und -trainer
- Nikitin, Igor Iwanowitsch (* 1952), sowjetischer Gewichtheber
- Nikitin, Iwan Sawwitsch (1824–1861), russischer Lyriker
- Nikitin, Jakow, russischer Bauer
- Nikitin, Jewgeni Igorewitsch (* 1973), russischer Bassbariton
- Nikitin, Jewgeni Jewgenjewitsch (* 1933), russischer theoretischer Chemiker
- Nikitin, Jurij (* 1978), ukrainischer Trampolinturner
- Nikitin, Maksym (* 1994), ukrainischer Eiskunstläufer
- Nikitin, Nikita Alexandrowitsch (* 1986), russischer Eishockeyspieler
- Nikitin, Nikolai Nikolajewitsch (1895–1963), russisch-sowjetischer Schriftsteller
- Nikitin, Nikolai Wassiljewitsch (1907–1973), russischer Architekt
- Nikitin, Nikolaj (* 1974), deutscher Filmkurator, Geschäftsführer und Künstlerischer Leiter
- Nikitin, Oleksij (* 1967), ukrainischer Autor
- Nikitin, Pjotr Iwanowitsch (1912–2000), sowjetischer Offizier und Mitarbeiter der SMAD
- Nikitin, Sergei Alexejewitsch (* 1950), sowjetisch-russischer Kriminalist und Bildhauer
- Nikitin, Sergei Nikolajewitsch (1851–1909), russischer Geologe und Paläontologe
- Nikitin, Stanislaw Igorewitsch (* 1995), russischer Freestyle-Skisportler
- Nikitin, Waleri Alexandrowitsch (1939–2002), sowjetischer Eishockeyspieler
- Nikitin, Wassili Wassiljewitsch (1867–1942), russischer Kristallograph, Mineraloge und Hochschullehrer
- Nikitin, Wassili Wassiljewitsch (1901–1955), sowjetischer Flugzeugkonstrukteur
- Nikitin, Wladimir Olegowitsch (* 1990), russischer Boxer
- Nikitin, Wladimir Wassiljewitsch (* 1959), sowjetischer Skilangläufer
- Nikitina, Irina Witaljewna (* 1990), russische Handballspielerin
- Nikitina, Jelena Walerjewna (* 1992), russische Skeletonpilotin
- Nikitina, Ljubow Igorewna (* 1999), russische Freestyle-Skisportlerin
- Nikitina, Natalya (* 1978), usbekische Tennisspielerin
- Nikitina, Olga Alexejewna (* 1998), russische Säbelfechterin
- Nikitina, Tatjana Bagischewna (* 1954), sowjetisch-russische Mediävistin und Ethnologin
- Nikitina, Tatjana Chaschimowna (* 1945), sowjetische bzw. russische Biophysikerin und Liedermacherin
- Nikitina, Weronika Wladimirowna (* 1992), russische Handballspielerin
- Nikitinas, Leonidas, litauischer Biathlet
- Nikitinas, Vladimiras (1941–2023), litauischer Jurist, Generalstaatsanwalt Litauens
- Nikitinski, Oleg Dmitrijewitsch (1967–2015), russischer Klassischer und neulateinischer Philologe
- Nikitjuk, Lessja (* 1987), ukrainische Fernsehmoderatorin und Journalistin
- Nikitopoulos, Ingeborg (1941–2017), Politikerin und Mitbegründerin des Mannheimer Autonomen Frauenhauses
- Nikittschenko, Iona Timofejewitsch (1895–1967), sowjetischer Richter am Internationalen Militärgerichtshof in Nürnberg bei den Nürnberger Prozessen
- Nikittschenko, Iwan Semenowitsch (1902–1958), sowjetischer Szenenbildner

### Nikk
- Nikka, isrælische transsexuelle Sängerin
- Nikkalmati, hethitische Großkönigin
- Nikkanen, Marcus (1904–1985), finnischer Eiskunstläufer
- Nikkanen, Minna (* 1988), finnische Stabhochspringerin
- Nikkanen, Yrjö (1914–1985), finnischer Leichtathlet
- Nikkari, Seppo (1948–2022), finnischer Leichtathlet
- Nikkel, Jeroen (* 1980), niederländischer Skispringer
- Nikkels, Walter (* 1940), niederländischer Typograph, Grafiker und Briefmarkenkünstler
- Nikkessen, Theo (* 1941), niederländischer Radrennfahrer
- Nikkhah Bahrami, Samad (* 1983), iranischer Basketballspieler
- Nikkhah, Parviz (1939–1979), iranischer Studentenführer
- NikkieTutorials (* 1994), niederländische WebvideoproduzentinNikkieTutorials (* 1994)

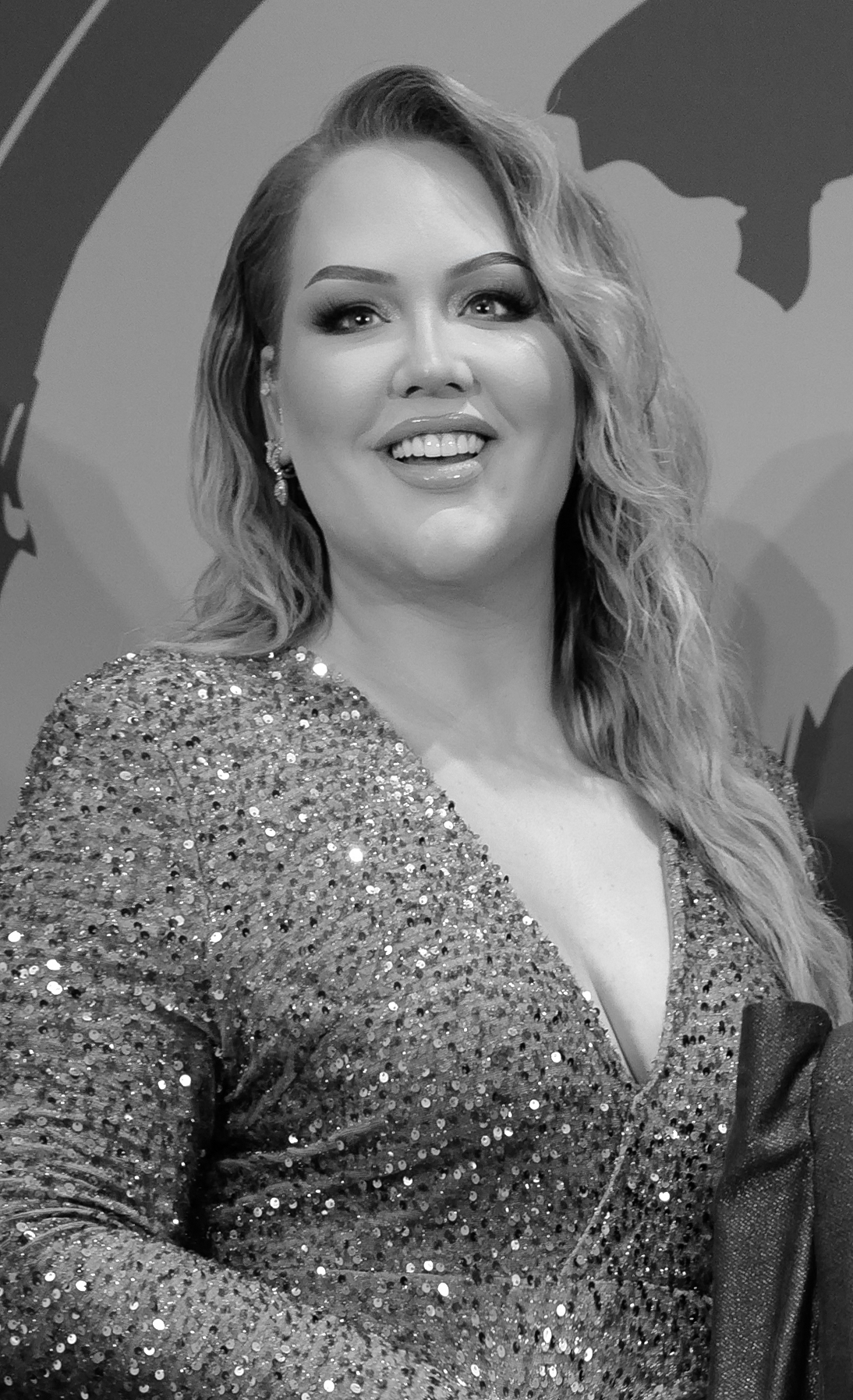
NikkieTutorials (* 1994)

- Nikkilä, Antti (* 1978), finnischer Basketballspieler
- Nikkilä, Osmo (1933–2002), finnischer Finnougrist und Dozent an der Reichsuniversität Groningen
- Nikkilä, Tommi (* 1977), finnischer Eishockeytorwart
- Nikkinen, Soini (1923–2012), finnischer Speerwerfer
- Nikkō (1246–1333), japanischer Mönch
- Nikkola, Ari-Pekka (* 1969), finnischer Skispringer

### Nikl
- Nikl, Andreja (* 1985), slowenische Fußballspielerin
- Nikl, Marek (* 1976), tschechischer Fußballspieler
- Niklander, Elmer (1890–1942), finnischer Leichtathlet
- Niklas, Christine (* 1954), deutsche Fernsehjournalistin, Sachbuchautorin und Moderatorin
- Niklas, Hans, deutscher Basketballspieler
- Niklas, Hans (1884–1944), deutscher Agrikulturchemiker und Bodenkundler
- Niklas, Jan (* 1947), deutscher Schauspieler
- Niklas, Joachim (* 1941), deutscher Politiker (SPD), MdA
- Niklas, Karl J. (* 1948), amerikanischer Botaniker
- Niklas, Max (1905–1935), deutscher Kommunalpolitiker und Gegner des Nationalsozialismus
- Niklas, Patrick (* 1987), österreichischer Fußballspieler
- Niklas, Rudolf (1906–1972), österreichischer Politiker (SPÖ), Landtagsabgeordneter
- Niklas, Wilhelm (1887–1957), deutscher Politiker (CSU), MdB
- Niklas-Salminen, Patrik (* 1997), finnischer Tennisspieler
- Niklasch, Joachim (* 1953), deutscher Fußballtorwart
- Niklasch, Oliver (* 1968), deutscher Schachspieler
- Niklasson, Nils (1890–1966), schwedischer Prähistoriker
- Niklaus von Flüe (1417–1487), Schweizer Bergbauer, Soldat, Einsiedler, Asket und MystikerNiklaus von Flüe (1417–1487)

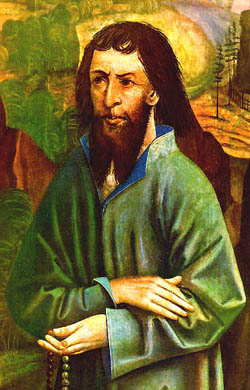
Niklaus von Flüe (1417–1487)

- Niklaus von Hagenau, elsässischer Bildschnitzer der Spätgotik
- Niklaus von Meran († 1493), Schweizer Grosskaufmann, Kleinrat, Vogt und Tagsatzungsgesandter
- Niklaus, André (* 1981), deutscher Zehnkämpfer
- Niklaus, Dietlef (1928–2016), deutscher Pädagoge und Hochschullehrer
- Niklaus, Mandy (* 1956), deutsche Florettfechterin
- Niklaus, Michael (* 1966), deutscher Fußballspieler
- Niklaus, Sebastian (* 1982), deutscher Pop-Songwriter, Liedermacher, Sänger und Gitarrist
- Niklaus, Stephan (* 1958), Schweizer Leichtathlet
- Niklaus, Thomas (* 1965), deutscher Fußballspieler
- Niklaus, Walter (1925–2021), deutscher Schauspieler und Regisseur
- Nikles, Johan (* 1997), Schweizer Tennisspieler
- Nikles, Julius (1924–2013), österreichischer Politiker (ÖVP), Landtagsabgeordneter im Burgenland
- Niklitschek, Alexander (1892–1953), österreichischer Sachbuchautor
- Niklot († 1160), Fürst der AbodritenNiklot († 1160)

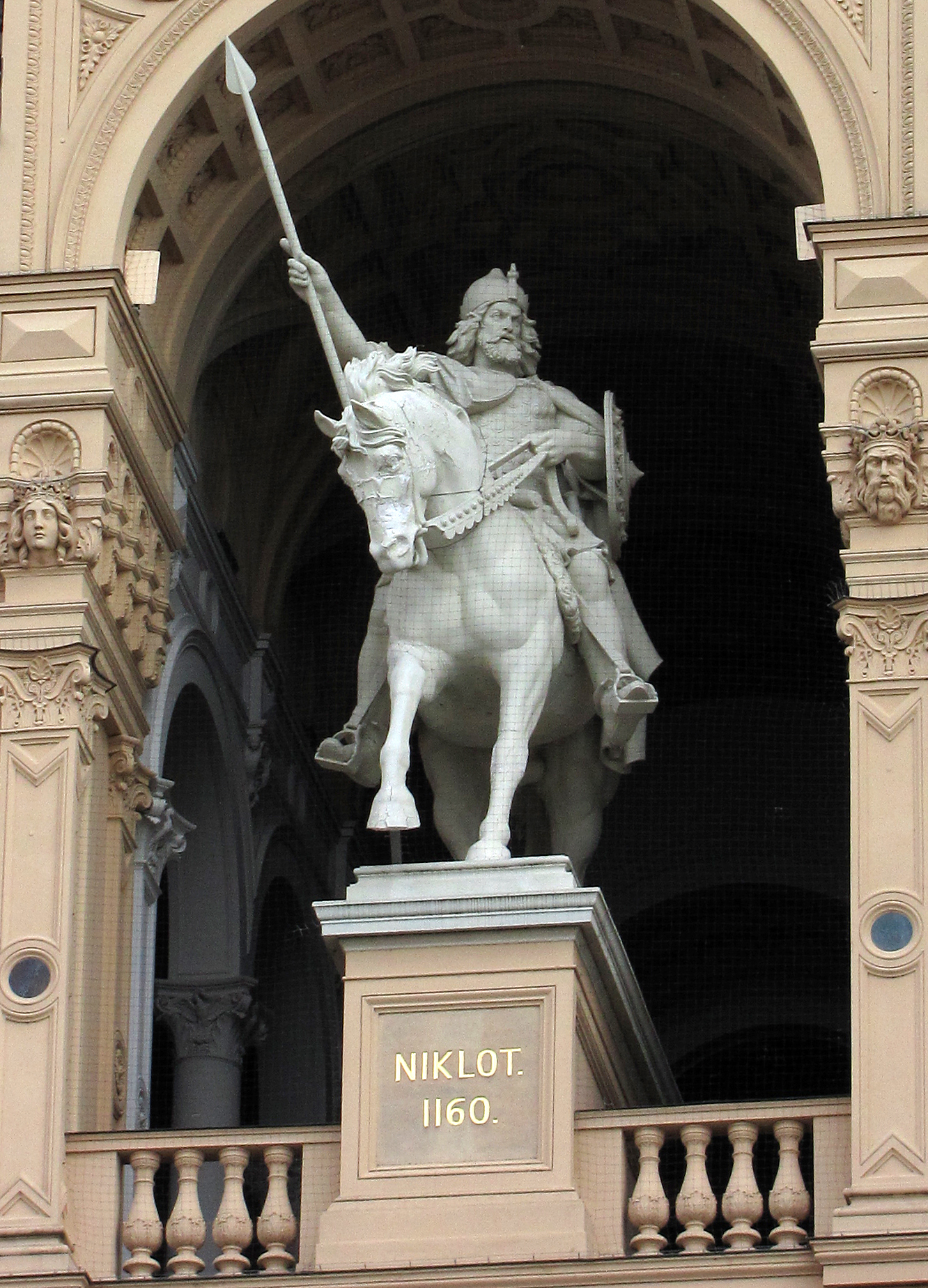
Niklot († 1160)

- Niklus, Mart-Olav (* 1934), estnischer Biologe und Parlamentsmitglied

### Nikn
- Niknafs, Nina (* 1993), deutsche Schauspielerin
- Niknia, Arvin (* 1983), iranisch-dänischer Autor

### Niko
- Niko, deutscher Popsänger
- Nikō (1253–1314), japanischer Mönch

#### Nikob
- Nikobule, griechische Geschichtsschreiberin

#### Nikoc
- Nikocado Avocado (* 1992), US-amerikanischer Influencer

#### Nikod
- Nikodem, Artur (1870–1940), österreichischer Maler und Fotograf
- Nikodém, Bedřich (1909–1970), tschechischer Komponist, Texter, Musiker und Tischtennisspieler
- Nikodem, Franz (1932–1984), deutscher Feldhockeyspieler
- Nikodem-Eichenhardt, Gudrun, österreichische Kabarettistin
- Nikodemos, griechischer Töpfer
- Nikodemos der Hagiorite (1749–1809), Heiliger der Griechisch-orthodoxen Kirche
- Nikodemowicz, Andrzej (1925–2017), polnischer Komponist, Pianist und Musikpädagoge
- Nikodemski, Bartek (* 1985), deutsch-polnischer Rapper
- Nikodemus, Person aus dem Johannesevangelium, HeiligerNikodemus

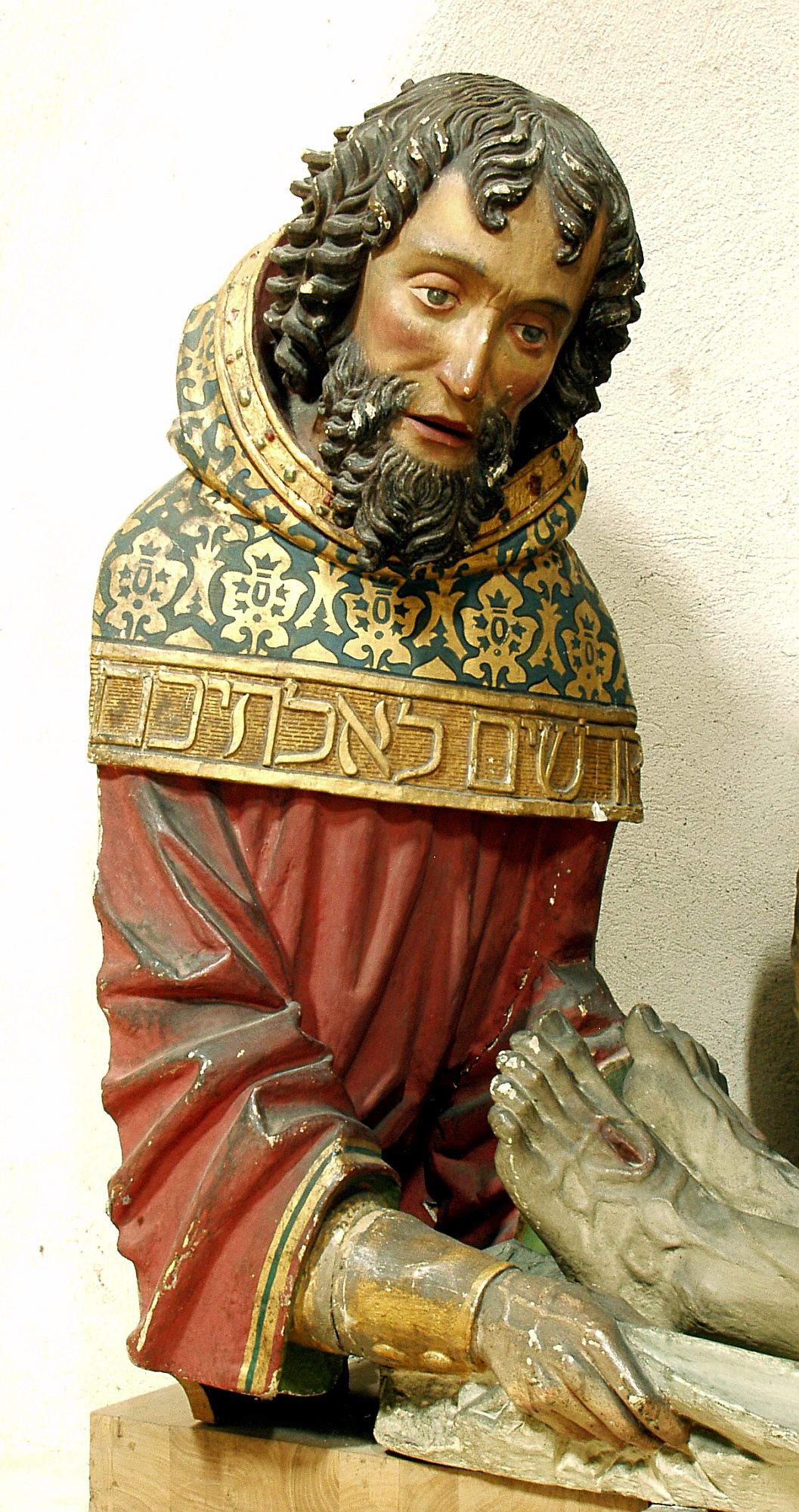
Nikodemus

- Nikodemus, Bernhard (1901–1975), deutscher Regierungsbeamter und SPD-Mitglied
- Nikodijević, Marko (* 1980), serbischer Komponist
- Nikodim von Leningrad (1929–1978), russischer Geistlicher, Metropolit von Leningrad und Nowgorod
- Nikodinov, Angela (* 1980), US-amerikanische Eiskunstläuferin
- Nikodým, Otton Marcin (1887–1974), polnischer Mathematiker

#### Nikog
- Nikoghosjan, Nikoghajos (1918–2018), sowjetisch-russischer Bildhauer und Hochschullehrer

#### Nikoi
- Nikoi, Amon (1930–2002), ghanaischer Politiker, Finanzminister und IMF-Vorsitzender
- Nikoi, Gloria Amon (1927–2010), ghanaische Politikerin, Außenministerin und Finanzministerin

#### Nikoj
- Nikojane, Ljudmila (* 1979), armenische Tennisspielerin

#### Nikok
- Nikokles, Tyrann von Sikyon
- Nikokles, König von Salamis auf Zypern
- Nikokles († 306 v. Chr.), letzter König von Paphos
- Nikokles, Offizier Alexanders des Großen
- Nikokles, antiker griechischer Grammatiker, Philosoph und Rhetor
- Nikokrates, antiker griechischer Toreut
- Nikokreon, Verschwörer gegen König Euagoras von Salamis
- Nikokreon, König von Salamis auf Zypern

#### Nikol
- Nikol, Ronny (* 1974), deutscher Fußballspieler

##### Nikola
- Nikola (1841–1921), Fürst und König von MontenegroNikola (1841–1921)

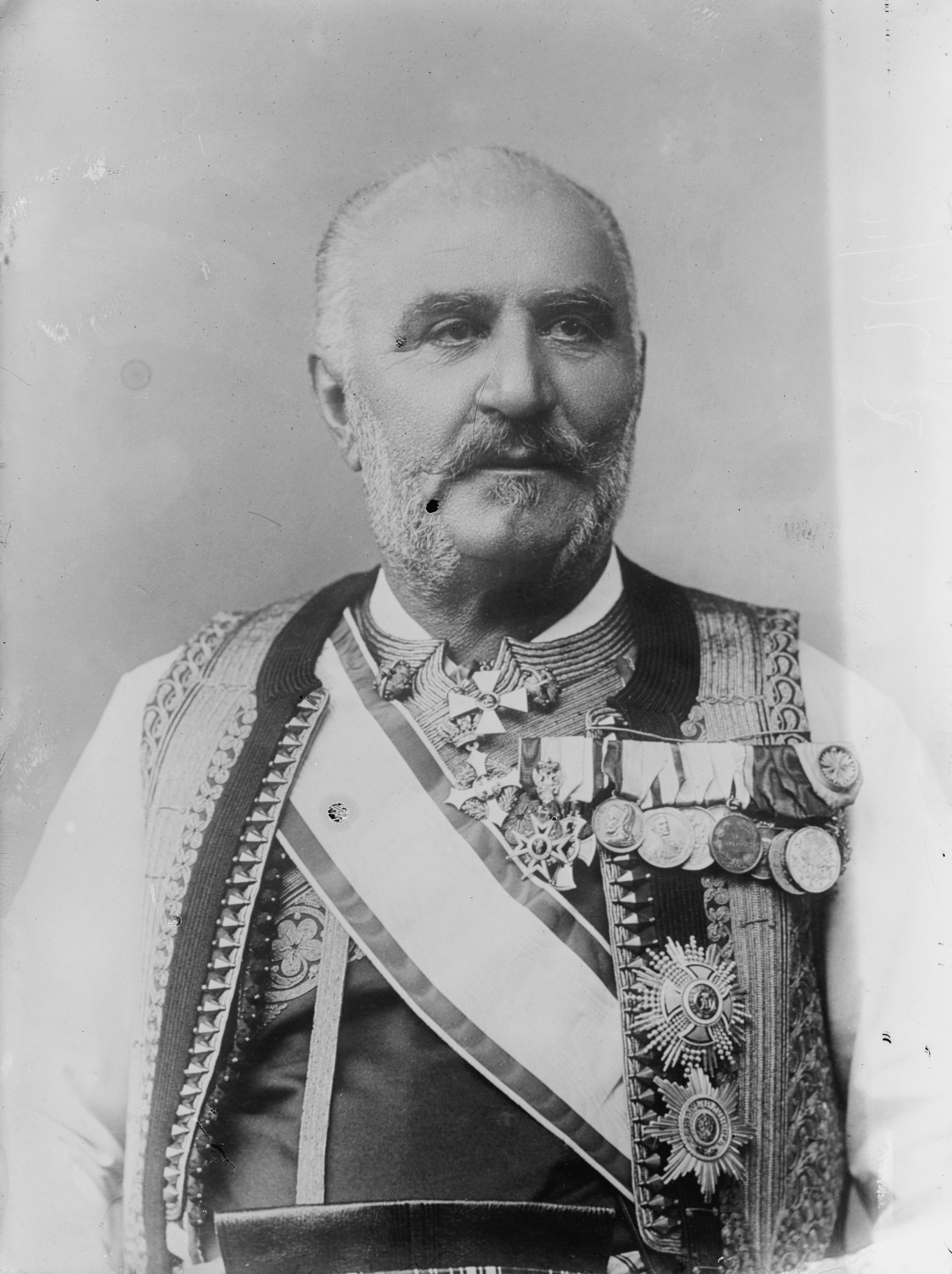
Nikola (1841–1921)

- Nikola Orsini († 1323), Pfalzgraf von Kephalonia und Fürst von Epirus
- Nikola Radonja († 1399), serbischer Magnat, nach 1364 orthodoxer Mönch
- Nikola, Josef (1816–1892), österreichischer Politiker und Schriftsteller
- Nikolac, Juraj (* 1932), jugoslawischer Großmeister im Schach
- Nikoladse, Iakob (1876–1951), georgischer Bildhauer
- Nikolaeff, Nikolai (* 1981), australischer Schauspieler
- Nikolaev, Viktor (1943–2017), russischer Künstler und Kalligraph
- Nikolaevskaja, Victoria (* 1997), österreichische Schauspielerin
- Nikolaew, Danail (1852–1942), bulgarischer Offizier
- Nikolai (1892–1961), russisch-orthodoxer Theologe und Metropolit
- Nikolai von Japan (1836–1912), russischer Mönch und orthodoxer Erzbischof von Tokio und Japan
- Nikolai zu Dänemark (* 1999), dänischer ThronfolgerNikolai von Monpezat (* 1999)

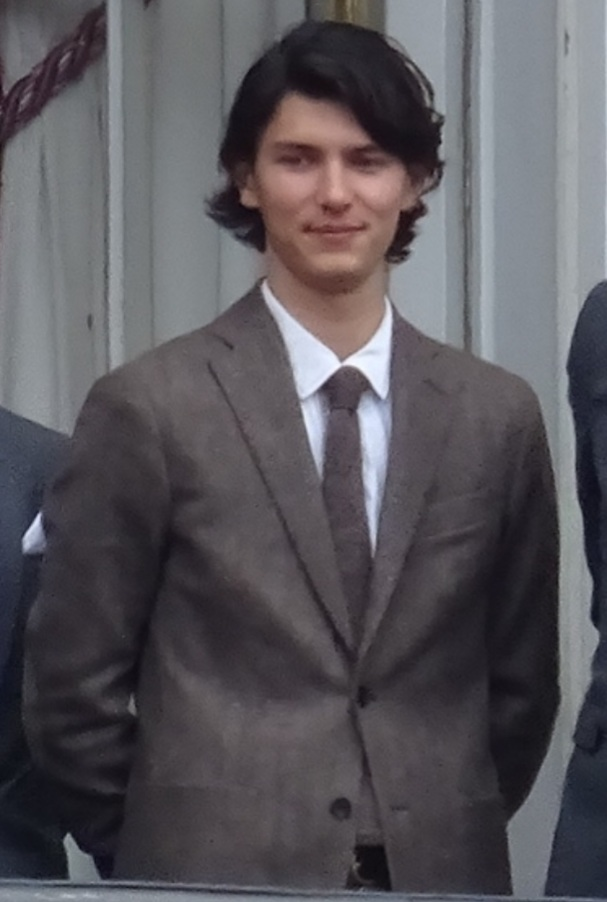
Nikolai von Monpezat (* 1999)

- Nikolai, Alexander (* 1970), österreichischer Politiker (SPÖ), Bezirksvorsteher von Wien-Leopoldstadt
- Nikolai, Elena (1905–1993), bulgarische Sängerin
- Nikolai, Hans Sebastian († 1801), Schmied und Soldat, der hingerichtet wurde
- Nikolai, Jarmo (* 1984), estnischer Biathlet
- Nikolai, Leopold Fjodorowitsch (1844–1908), russischer Verkehrsingenieur, Brückenbau-Ingenieur und Hochschullehrer
- Nikolai, Rita (* 1977), deutsche Bildungsforscherin und Hochschullehrerin
- Nikolaiczuk, Lothar (* 1954), deutscher Schachspieler und -autor
- Nikolaidi, Elena (1909–2002), griechisch-amerikanische Opernsängerin
- Nikolaidis, Alexandros (1979–2022), griechischer Taekwondoin
- Nikolaidis, Apostolos (1896–1980), griechischer Sportler und Sportfunktionär
- Nikolaidis, Apostolos (1938–1999), griechischer Sänger
- Nikolaidis, Demis (* 1973), griechischer Fußballspieler und -funktionär
- Nikolaidis, Ioannis (* 1971), griechischer Schachspieler
- Nikolaidis, Jovan (* 1950), montenegrinischer Schriftsteller, Verleger und Kulturaktivist
- Nikolaidis, Stefanos (1817–1907), griechischer Künstler und Politiker
- Nikolaidou, Aikaterini (* 1992), griechische Ruderin
- Nikolaidou, Parthena (* 1979), griechische Basketballspielerin
- Nikolais, Alwin (1910–1993), US-amerikanischer Tänzer und Choreograf
- Nikolaisen, Elvira (* 1980), norwegische Singer-Songwriterin
- Nikolaisen, Emil (* 1977), norwegischer Musiker und Musikproduzent
- Nikolaisen, Tom Kåre (* 1997), norwegischer Handballspieler
- Nikolaj (* 1969), bulgarischer Geistlicher, Metropolit von Plowdiw der bulgarisch-orthodoxen Kirche
- Nikolajenko, Alexander Nikolajewitsch (* 1980), russischer Badmintonspieler
- Nikolajenko, Julija (* 1992), kasachische Fußballspielerin
- Nikolajenko, Nikolai Nikolajewitsch (* 1978), russischer Badmintonspieler
- Nikolajenko, Oleg Jegorowitsch (* 1987), russischer Spammer
- Nikolajew, Aissen Sergejewitsch (* 1972), russischer Staatsmann und Politiker
- Nikolajew, Alexander Alexandrowitsch (1903–1980), sowjetischer klassischer Pianist, Musikpädagoge und Musikwissenschaftler
- Nikolajew, Anatoli Wassiljewitsch (1902–1977), russischer Chemiker und Hochschullehrer
- Nikolajew, Andrijan Grigorjewitsch (1929–2004), sowjetischer KosmonautAndrijan Grigorjewitsch Nikolajew (1929–2004)

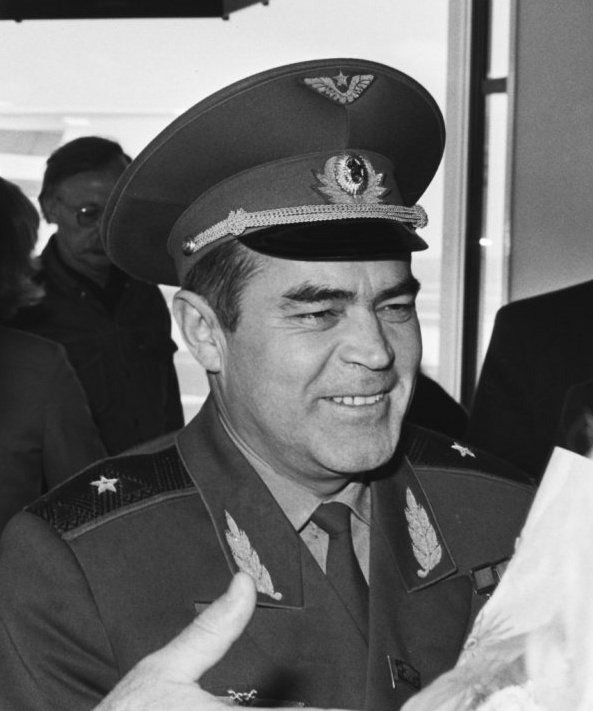
Andrijan Grigorjewitsch Nikolajew (1929–2004)

- Nikolajew, Boris, sowjetischer Skispringer
- Nikolajew, Eduard Walentinowitsch (* 1984), russischer Rallyefahrer
- Nikolajew, Igor Jurjewitsch (* 1960), russischer Sänger und Songschreiber; Verdienter Künstler Russlands
- Nikolajew, Leonid Wassiljewitsch (1904–1934), russischer Mörder des Sergei Mironowitsch Kirow
- Nikolajew, Leonid Wladimirowitsch (1878–1942), ukrainisch-russischer Pianist, Komponist und Musikpädagoge
- Nikolajew, Michail Jefimowitsch (1937–2023), russischer Politiker und Staatsmann
- Nikolajew, Sergei (* 1966), russischer Kugelstoßer
- Nikolajew, Sergei Gennadjewitsch (* 1972), russischer Eishockeytorwart
- Nikolajew, Sergei Sergejewitsch (1946–2016), sowjetischer bzw. russischer Schauspieler
- Nikolajew, Walentin Wladimirowitsch (1924–2004), sowjetischer Ringer
- Nikolajew, Wladimir Nikolajewitsch (1847–1911), russischer Architekt
- Nikolajewa, Galina Jewgenjewna (1911–1963), russische Schriftstellerin
- Nikolajewa, Genia (1904–2001), deutsch-amerikanische SchauspielerinGenia Nikolajewa (1904–2001)

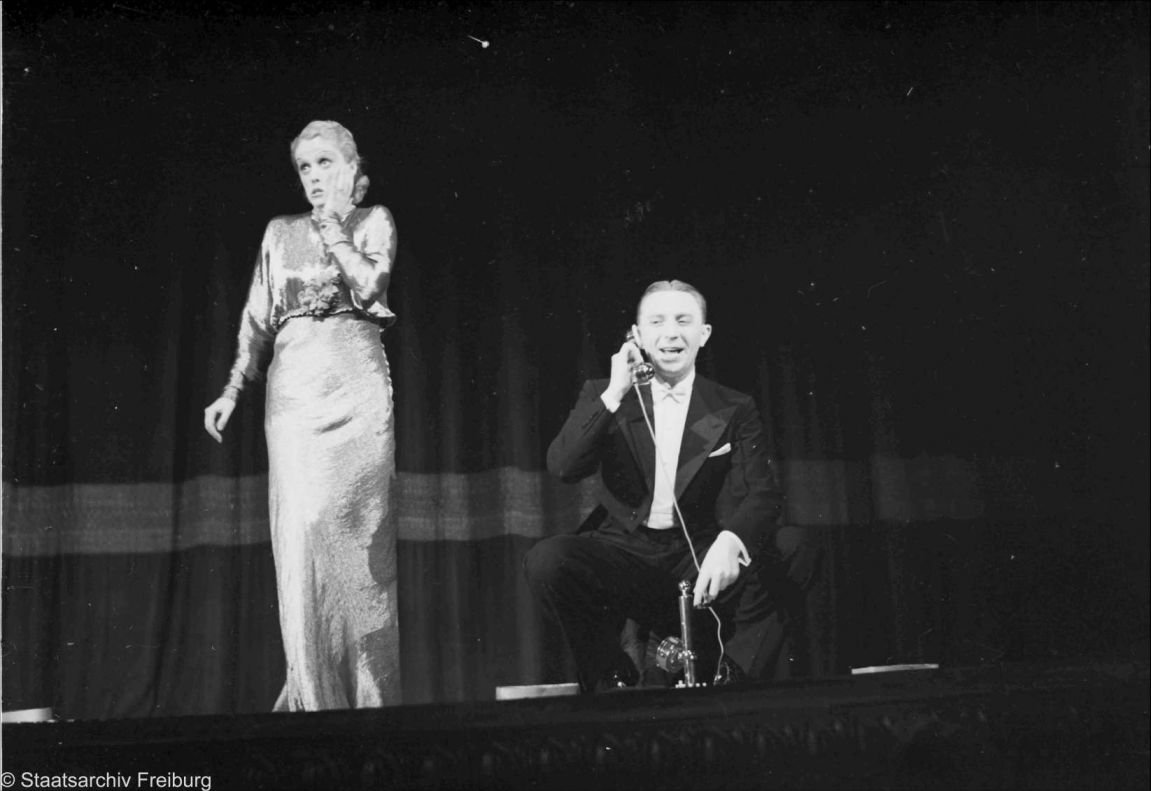
Genia Nikolajewa (1904–2001)

- Nikolajewa, Jelena Michailowna (* 1990), russische Handballspielerin
- Nikolajewa, Jelena Nikolajewna (* 1966), russische Leichtathletin
- Nikolajewa, Klawdija Iwanowna (1893–1944), russische Revolutionärin und Frauenrechtlerin
- Nikolajewa, Margarita Nikolajewna (1935–1993), sowjetische Turnerin
- Nikolajewa, Swetlana Wladimirowna (* 1987), russische Skilangläuferin
- Nikolajewa, Tatjana Petrowna (1924–1993), sowjetische Pianistin
- Nikolajewski, Boris Iwanowitsch (1887–1966), russischer Archivar, Historiker der russischen Sozialdemokratie, Menschewik
- Nikolajewski, Waleri Michailowitsch (* 1939), russischer Autor, Journalist und Regisseur
- Nikolajsen, Niklas (* 1975), dänischer Early Adopter, Investor und FinTech-Unternehmer
- Nikolajtschuk, Dmytrij (* 1992), ukrainischer Mittelstreckenläufer
- Nikolakopoulos, Konstantinos (* 1961), orthodoxer Theologe
- Nikolakopoulos, Pantelis (* 1954), griechischer Architekt
- Nikolakopoulou, Lina (* 1957), griechische Liedtexterin und Poetin
- Nikolaos, griechischer Bildhauer
- Nikolaos II. Chrysoberges († 992), ökumenischer Patriarch von Konstantinopel (980–992)
- Nikolaos Kanabos († 1204), Kaiser des Byzantinischen Reiches
- Nikolaos Laskaris, byzantinischer Mitkaiser, Sohn von Theodor I. Laskaris
- Nikolaos Skribas, byzantinischer Jurist und Autor
- Nikolaos von Damaskus, griechischer Historiker und Philosoph
- Nikolaos von Griechenland (* 1969), griechischer AdeligerNikolaos von Griechenland (* 1969)

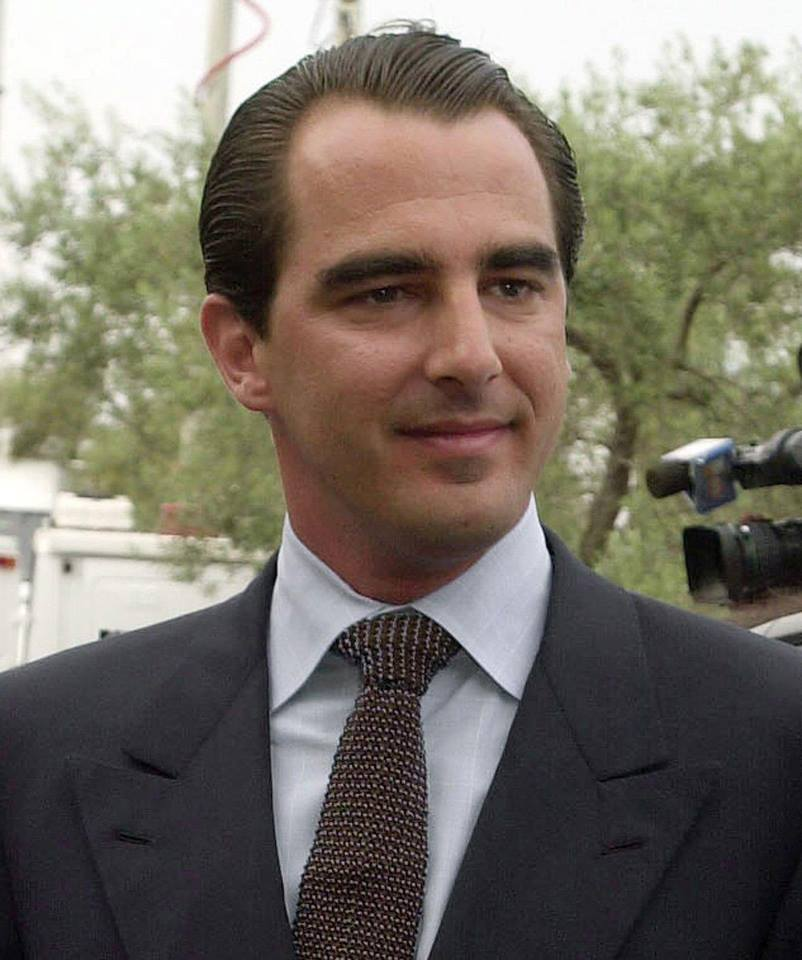
Nikolaos von Griechenland (* 1969)

- Nikolaos von Otranto († 1235), griechischer Klostervorsteher und Schriftsteller
- Nikolaou, Andreas (* 1982), zypriotischer Straßenradrennfahrer
- Nikolaou, Grigoris (* 2003), zyprischer Leichtathlet
- Nikolaou, Jannis (* 1993), deutsch-griechischer FußballspielerJannis Nikolaou (* 1993)

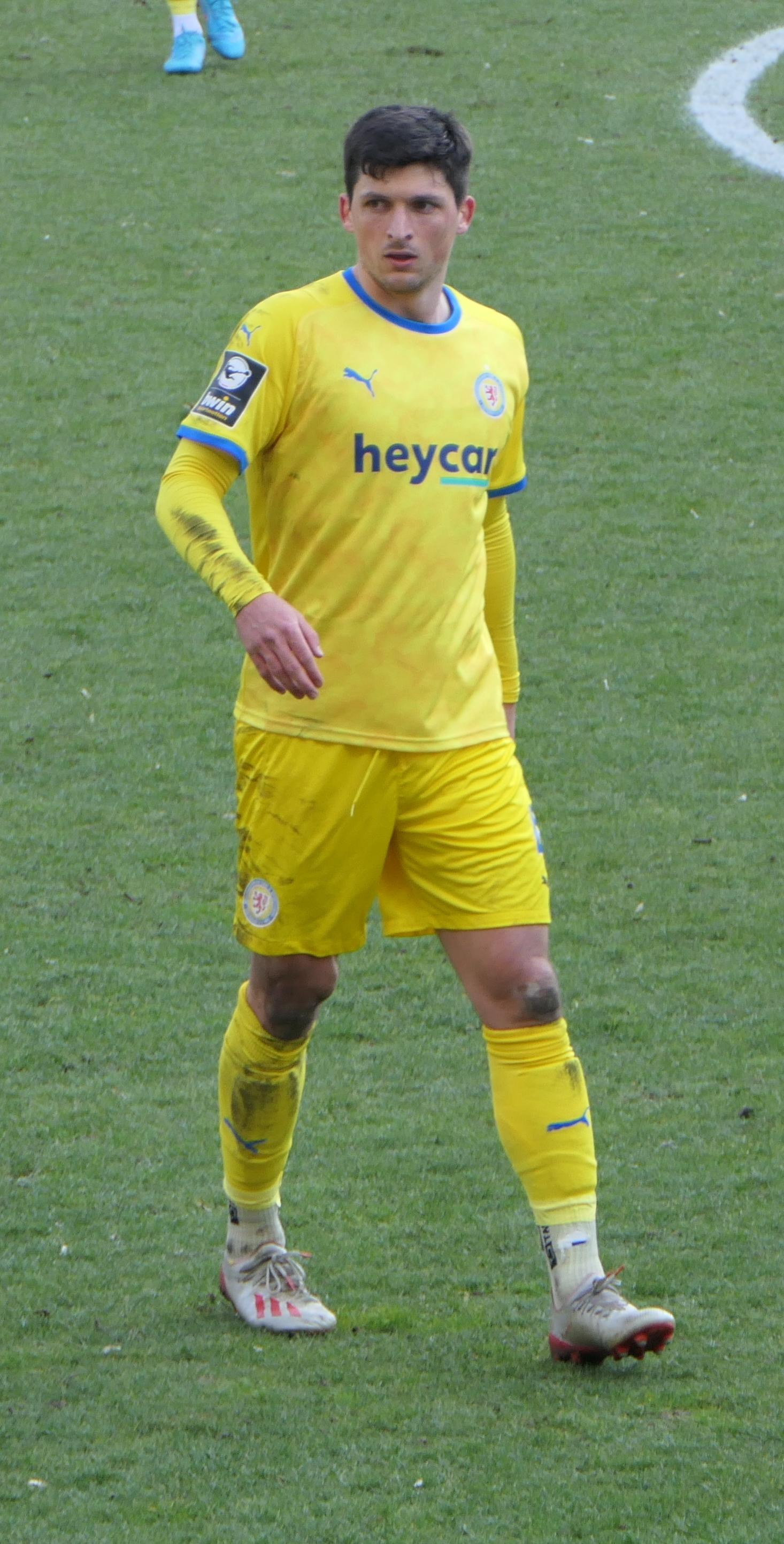
Jannis Nikolaou (* 1993)

- Nikolaou, Konstantina (* 1984), zyprische Sportschützin
- Nikolaou, Marios (* 1983), zyprischer Fußballspieler
- Nikolaou, Pantelis (* 1949), griechischer Fußballspieler
- Nikolaou, Theodor (1942–2023), griechischer orthodoxer Theologe
- Nikolareizis, Dimitrios (1908–1981), griechischer Diplomat
- Nikolas Arnason († 1225), norwegischer Bischof von Oslo
- Nikolas, Alexa (* 1992), US-amerikanische Schauspielerin
- Nikolasch, Franz (1933–2022), österreichischer Theologe und emeritierter Universitätsprofessor
- Nikolaus, frühchristlicher Diakon und Häretiker
- Nikolaus († 1314), Herr zu Rostock
- Nikolaus (1321–1397), Graf von Holstein-Rendsburg (1390–1397)
- Nikolaus († 1358), Herzog von Münsterberg (1341–1358)
- Nikolaus I., Graf von Tecklenburg
- Nikolaus I. († 1271), Zisterzienserabt
- Nikolaus I. († 1323), Graf von Schwerin
- Nikolaus I. (820–867), Papst (858–867)
- Nikolaus I. (852–925), Patriarch von Konstantinopel
- Nikolaus I. († 1200), Fürst von Mecklenburg
- Nikolaus I. († 1277), Herr zu Rostock (1229–1234) und Herr zu Werle (1292–1234)
- Nikolaus I. († 1318), Herzog von Troppau, Hauptmann von Krakau und Sandomir, Statthalter von Großpolen
- Nikolaus I. († 1476), Herzog von Oppeln, Falkenberg und Strehlitz, Herr auf Klein Glogau
- Nikolaus I. (1448–1473), Herzog von Lothringen, Bar und Kalabrien
- Nikolaus I. (1796–1855), Kaiser von RusslandNikolaus I. (1796–1855)

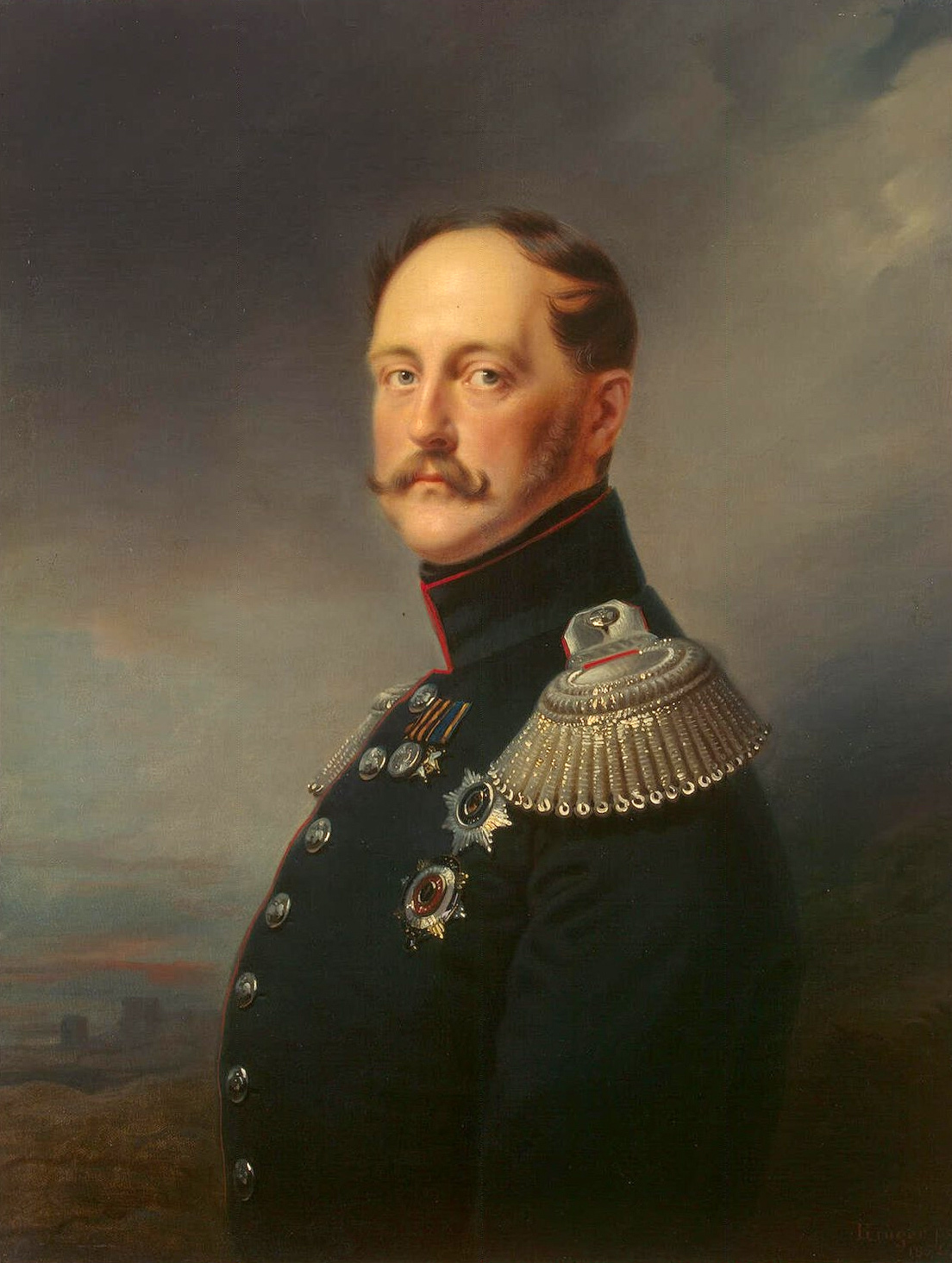
Nikolaus I. (1796–1855)

- Nikolaus I. Steinkelner, Abt des Klosters Waldsassen
- Nikolaus I. von Gutenburg († 1364), Ordensgeistlicher, Abt des Klosters Einsiedeln
- Nikolaus I. von Meißen († 1392), deutscher Bischof von Lübeck und von Meißen
- Nikolaus II., Abt des Klosters Waldsassen
- Nikolaus II. († 1426), Graf von Tecklenburg (1388–1426)
- Nikolaus II. († 1497), Herzog von Oppeln (1476–1497)
- Nikolaus II., Abt des Klosters Zinna
- Nikolaus II. († 1061), Papst (1058–1061)
- Nikolaus II. († 1225), Herr von Gadebusch
- Nikolaus II. († 1316), Herr zu Werle-Parchim, ab 1292 Herr zu Werle (1283–1316)
- Nikolaus II. († 1365), Herzog von Troppau (1318–1365) und Herzog von Ratibor (1337–1365), Kämmerer des Königreichs Böhmen und Landeshauptmann von Glatz
- Nikolaus II. (1609–1670), Bischof von Toul und Kardinal, Herzog von Lothringen und Bar
- Nikolaus II. (1868–1918), letzter Zar RusslandsNikolaus II. (1868–1918)

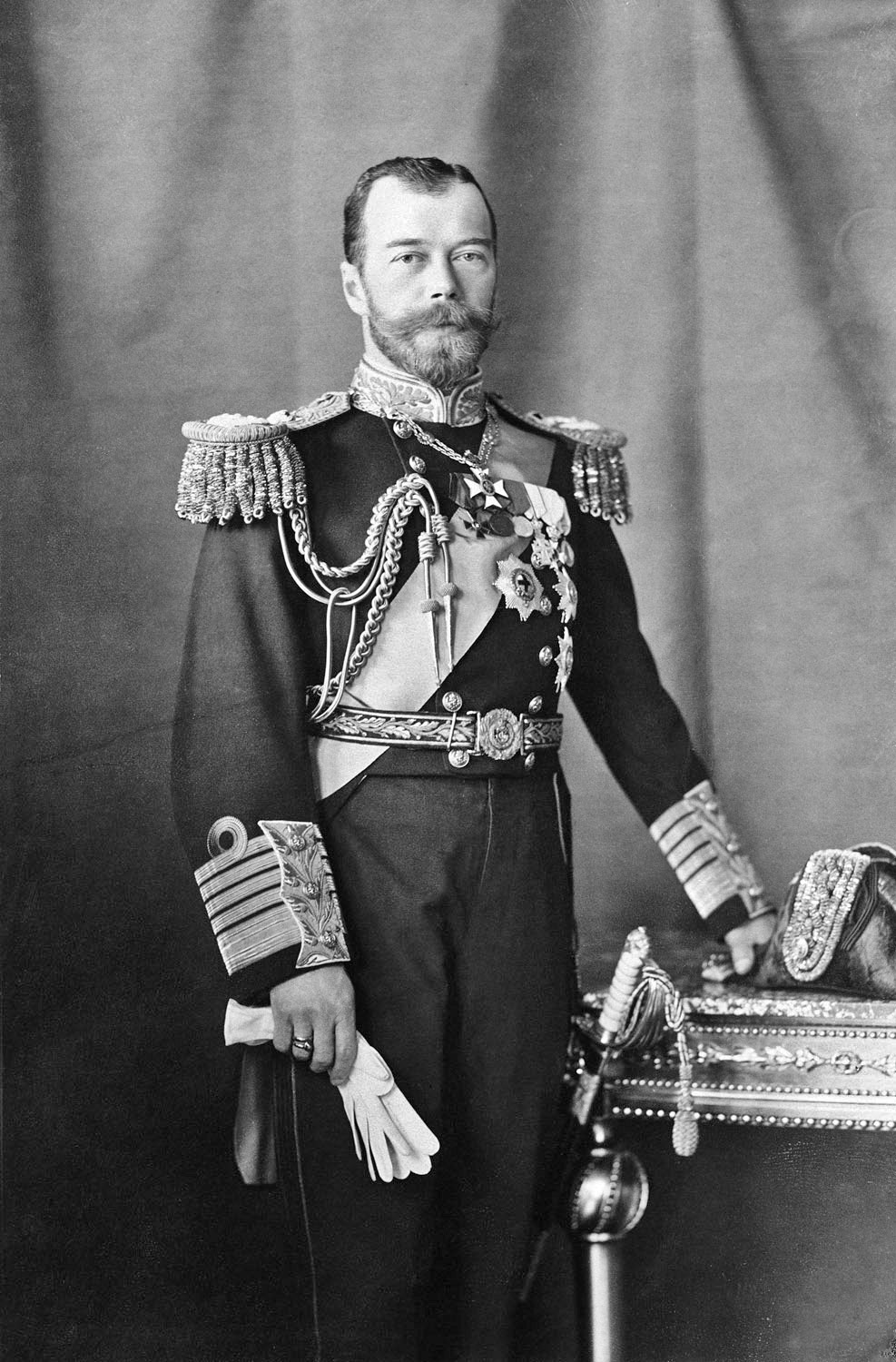
Nikolaus II. (1868–1918)

- Nikolaus II. von Bomsdorf († 1469), Abt des Klosters Neuzelle
- Nikolaus III. († 1280), Papst
- Nikolaus III., Herr zu Mecklenburg (1264–1289)
- Nikolaus III., Herr zu Werle-Güstrow (1337–1360)
- Nikolaus III. († 1394), Herzog von Troppau und Leobschütz
- Nikolaus III. Eppenreither, Abt des Klosters Waldsassen
- Nikolaus III. Grammatikos († 1111), Patriarch von Konstantinopel (1084–1111)
- Nikolaus IV. († 1152), Patriarch von Konstantinopel
- Nikolaus IV. (1227–1292), Papst (1288–1292)
- Nikolaus IV. († 1354), Herr zu Werle-Goldberg (1350–1354)
- Nikolaus IV., Herzog von Ratibor und Freudenthal
- Nikolaus IV. († 1437), Herzog von Troppau, Herr auf Zuckmantel
- Nikolaus IV. Peisser († 1479), Abt des Klosters Waldsassen
- Nikolaus Leopold zu Salm-Salm (1701–1770), 1. Fürst im Fürstentum Salm-Salm (1751–1770)
- Nikolaus Magni von Jauer († 1435), deutscher Katholischer Theologe, Notar und Ratgeber am kurfürstlichen Hof in Heidelberg, Prediger an der Prager St.-Gallus-Kirche und der Heidelberger Heiliggeistkirche
- Nikolaus Stör von Schweidnitz († 1424), Theologieprofessor an der Prager Karlsuniversität und der Universität Leipzig, Verfasser theologischer Schriften
- Nikolaus V. († 1333), Gegenpapst von Papst Johannes XXII. (1328–1330)
- Nikolaus V., Herr zu Werle-Goldberg und Waren
- Nikolaus V. (1397–1455), Papst (1447–1455)Nikolaus V. (1397–1455)

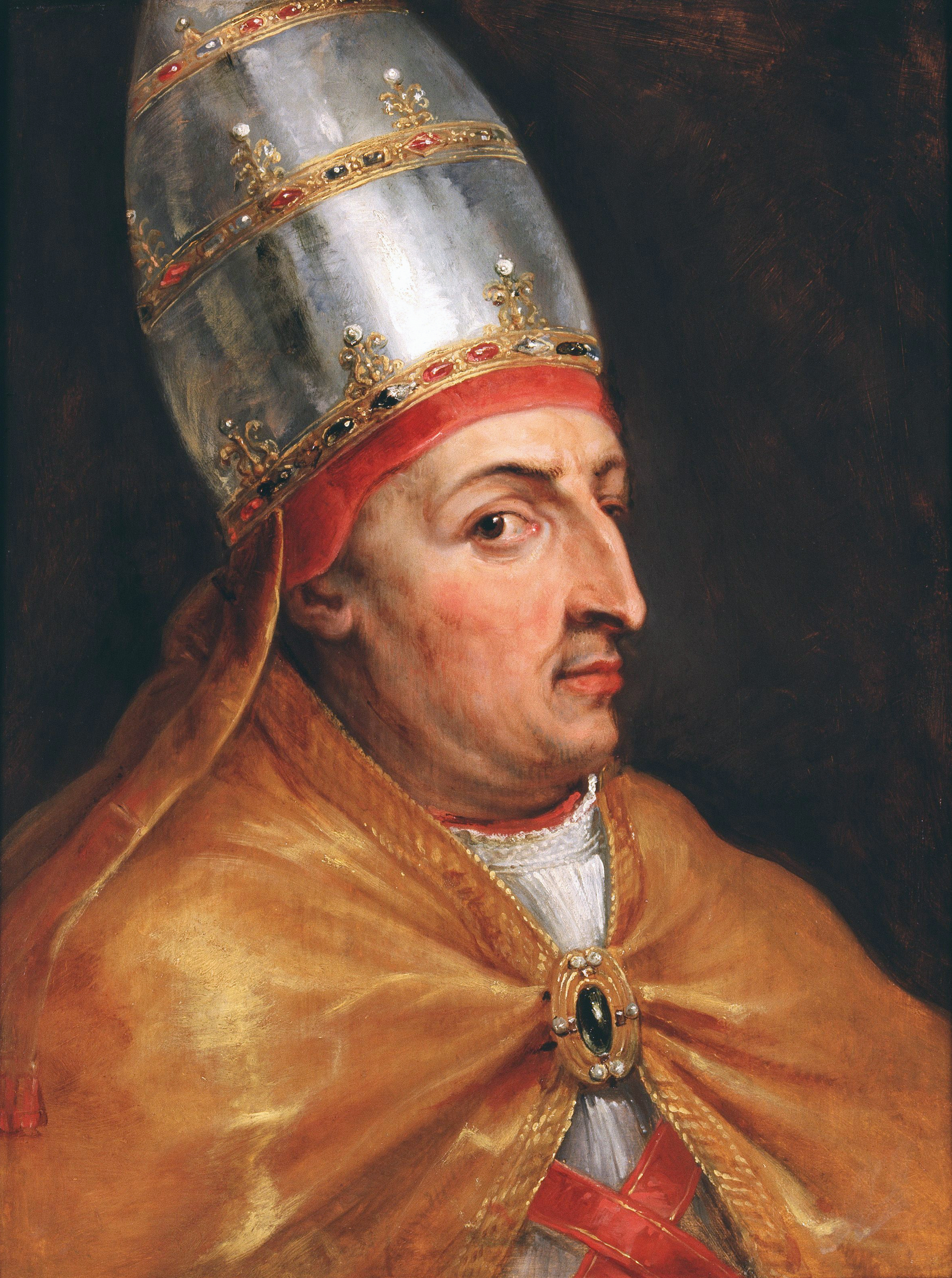
Nikolaus V. (1397–1455)

- Nikolaus V. († 1452), Herzog von Troppau-Ratibor, Jägerndorf, Freudenthal und Rybnik
- Nikolaus V. Seber, Abt des Klosters Waldsassen
- Nikolaus VI. († 1506), Herzog von Ratibor
- Nikolaus Vischel, Mönch im Zisterzienserkloster Heiligenkreuz
- Nikolaus von Bari, Abt und Diakon der Kirche von Bari
- Nikolaus von Basel († 1397), Schweizer Wanderprediger
- Nikolaus von Bernau, deutscher Geistlicher und Propst von Bernau
- Nikolaus von Bibra, Kanoniker am Augustinerchorherrenstift Bibra
- Nikolaus von Bunzlau († 1411), Benediktiner, Bischof von Abelone und Weihbischof in Breslau
- Nikolaus von Burgsdorff (* 1375), Elekt von Brandenburg (1415–1417)
- Nikolaus von Butrinto († 1316), Titularbischof Butrinto und Dominikaner
- Nikolaus von Castro Arquato († 1251), Bischof von Spoleto, lateinischer Patriarch von Konstantinopel
- Nikolaus von Clamanges († 1437), französischer Gelehrter des Renaissance-Humanismus
- Nikolaus von Cosel, schlesischer Theologe, Mitglied des Minoritenordens, Verfasser religiöser Literatur sowie Kirchenlieddichter
- Nikolaus von Dinkelsbühl († 1433), deutscher Theologe
- Nikolaus von Gara († 1386), ungarischer Adliger
- Nikolaus von Griechenland (1872–1938), griechischer Adeliger, Prinz von GriechenlandNikolaus von Griechenland (1872–1938)

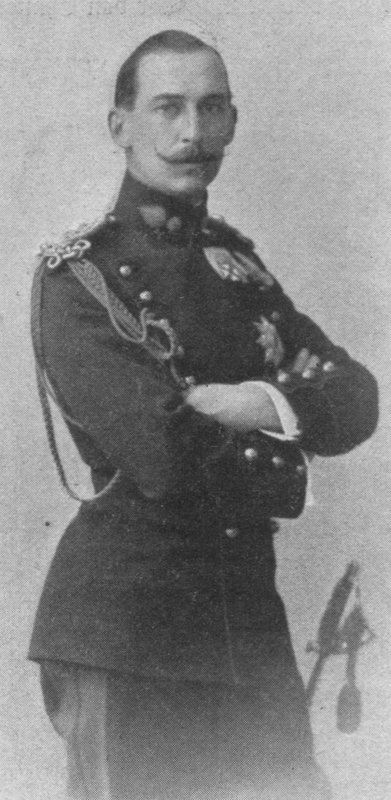
Nikolaus von Griechenland (1872–1938)

- Nikolaus von Gützkow († 1322), Graf von Gützkow, Domherr zu Cammin
- Nikolaus von Hereford, englischer Bibelübersetzer und Reformator
- Nikolaus von Jeroschin, preußischer Chronist des Mittelalters
- Nikolaus von Kesselhut († 1331), Bischof von Verden
- Nikolaus von Kreuznach († 1491), deutscher Jurist, Theologe und Rektor der Universität Wien
- Nikolaus von Kues (1401–1464), Kardinal und Universalgelehrter
- Nikolaus von Laun († 1371), Augustiner-Chorherr und Provinzial der bayerisch-böhmischen Ordensprovinz; Weihbischof in Regensburg
- Nikolaus von Lebus, Bischof von Lebus (1320–1326)
- Nikolaus von Leitomischl, böhmischer Theologe und Schriftsteller, Rektor der Karlsuniversität
- Nikolaus von Löwenstein († 1339), Graf von Löwenstein
- Nikolaus von Lyra († 1349), mittelalterlicher Theologe
- Nikolaus von Myra, griechischer Sophist und Rhetor
- Nikolaus von Myra, Bischof von Myra (Lykien); Patron verschiedener Völker und BerufsgruppenNikolaus von Myra

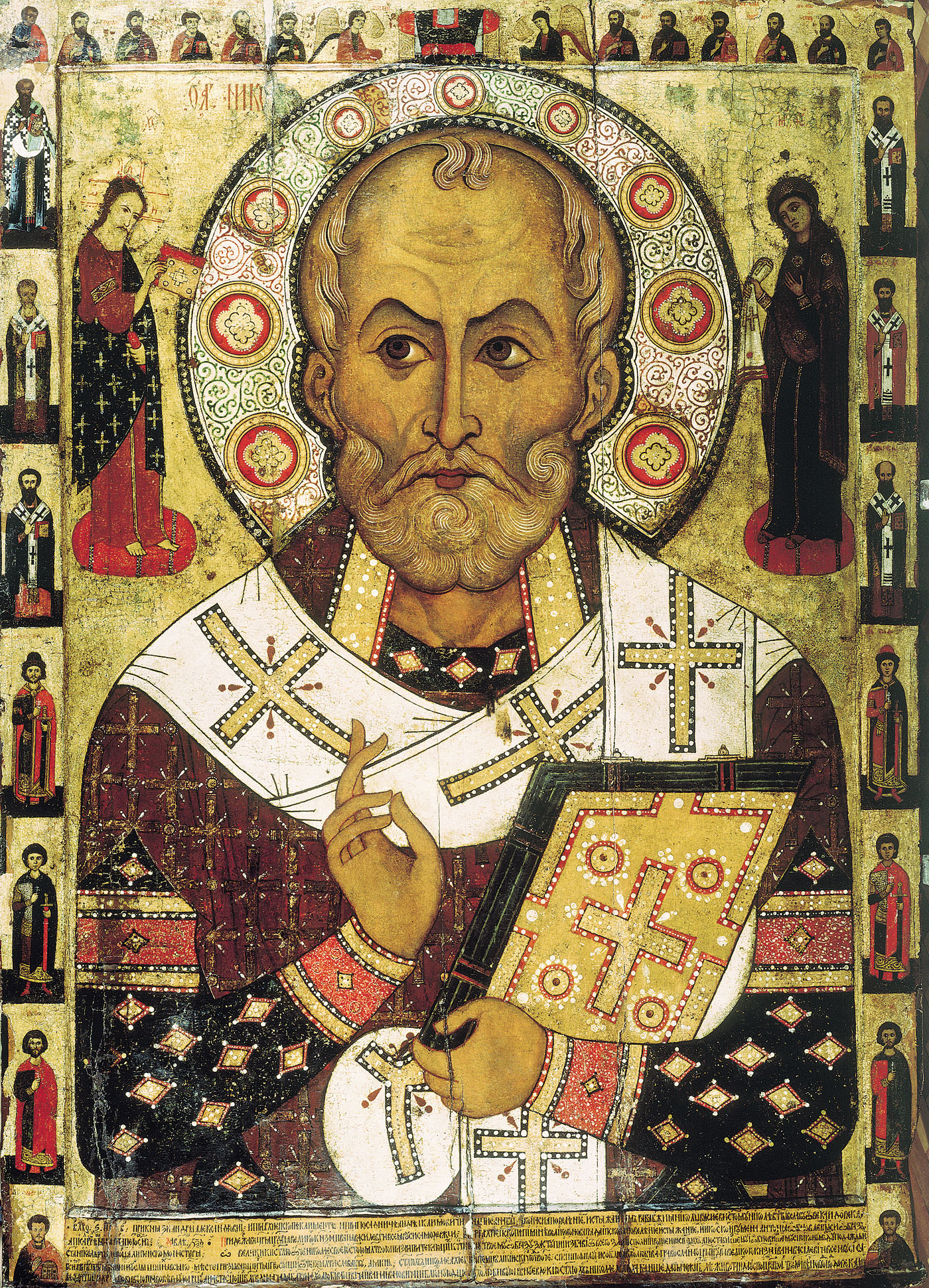
Nikolaus von Myra

- Nikolaus von Nauen († 1253), Prämonstratenser und vierter Bischof von Riga
- Nikolaus von Oldenburg-Delmenhorst († 1447), Erzbischof von Bremen
- Nikolaus von Paris, französischer Frühscholastiker
- Nikolaus von Pelgrims (1385–1460), tschechischer Bischof, Chronist und Diplomat
- Nikolaus von Prüm (1395–1439), deutscher Kirchenrechtler, Professor an der Universität Löwen, Offizial des Erzbistums Trier
- Nikolaus von Rakonitz († 1390), böhmischer Theologe, Rektor der Karlsuniversität, Verfasser theologischer Schriften
- Nikolaus von Riesenburg († 1397), Bischof von Olmütz
- Nikolaus von Rumänien (1903–1978), rumänischer Adeliger, Prinz von Hohenzollern-Sigmaringen und Automobilrennfahrer
- Nikolaus von Salerno († 1221), Erzbischof von Salerno, Familiar Tankreds und Wilhelms III. von Sizilien
- Nikolaus von Schippenbeil († 1410), Priester des Deutschen Ordens
- Nikolaus von Siegen († 1495), Benediktinermönch, Geschichtsschreiber und Chronist
- Nikolaus von Straßburg, dominikanischer Theologe
- Nikolaus von Tolentino († 1305), Mönch und Prediger
- Nikolaus von Tüngen († 1489), Fürstbischof von Ermland
- Nikolaus von Újezd († 1258), Bischof von Prag
- Nikolaus von und zu Liechtenstein (* 1947), liechtensteinischer BotschafterNikolaus von und zu Liechtenstein (* 1947)

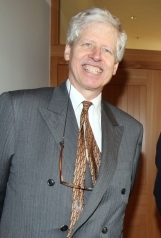
Nikolaus von und zu Liechtenstein (* 1947)

- Nikolaus von Unhoscht († 1400), Bischof von Lavant
- Nikolaus von Verdun, französischer Goldschmied und Emailmaler
- Nikolaus von Wiesbaden († 1396), Bischof von Speyer
- Nikolaus von Ybbs († 1340), Bischof von Regensburg
- Nikolaus, Annemarie (* 1952), deutsche Sozialwissenschaftlerin und Autorin
- Nikolaus, Eva Maria (* 1994), deutsche Schauspielerin und Sängerin
- Nikolaus, Gerhard (1948–2023), deutscher Ornithologe und Naturschützer
- Nikolaus, Günther (* 1899), deutscher Verwaltungsjurist und Landrat
- Nikolaus, Otto (1898–1950), deutscher Jurist und Staatswissenschaftler
- Nikolaus, Paul (1894–1933), deutscher Dichter, Bühnenautor, Kabarettist und Conférencier
- Nikolay, Michael (* 1956), deutscher Geräteturner
- Nikolaysen, Ellen (* 1951), norwegische Sängerin und Schauspielerin

##### Nikole
- Nikolenko, Tatjana (* 2004), kasachische Tennisspielerin
- Nikoletti, Angela (1905–1930), österreichische Lehrerin (Südtirol)

##### Nikoli
- Nikolić, Aleksej (* 1995), slowenischer BasketballspielerAleksej Nikolić (* 1995)

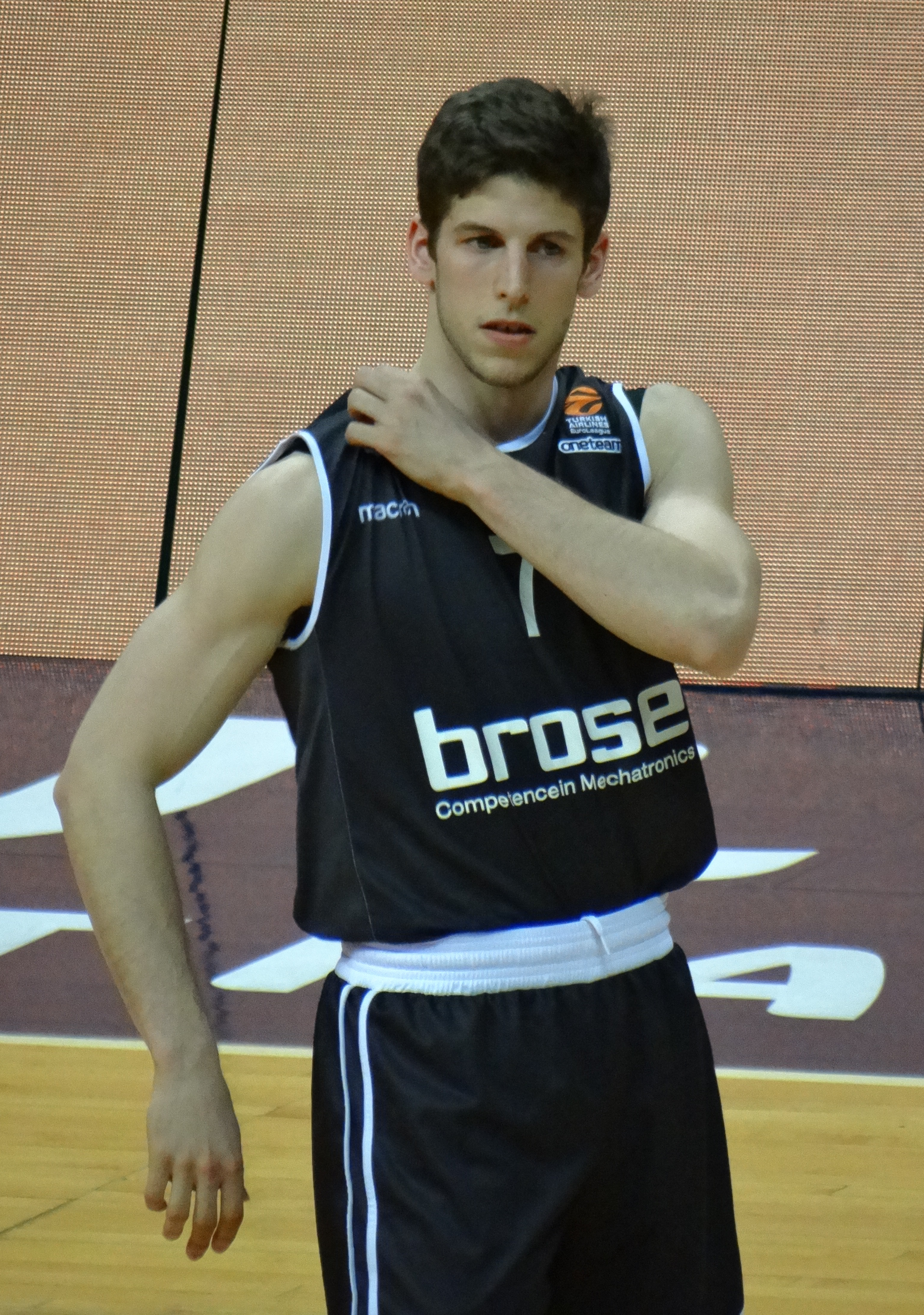
Aleksej Nikolić (* 1995)

- Nikolić, Ana (* 1978), serbische Pop- und Turbo-Folk-Sängerin
- Nikolić, Đorđe (* 1997), serbischer Fußballtorhüter
- Nikolić, Dragan (1943–2016), jugoslawischer Schauspieler
- Nikolić, Goran (* 1974), serbischer Wirtschaftswissenschaftler
- Nikolić, Goran (* 1976), montenegrinischer Basketballspieler
- Nikolić, Jelena (* 1982), serbische Volleyballspielerin
- Nikolić, Jelena (* 1991), serbische Fußballspielerin
- Nikolić, Jovan (* 1955), serbischer Roma-Schriftsteller
- Nikolić, Jovica (* 2001), serbischer Handballspieler
- Nikolić, Julija (1983–2021), nordmazedonische Handballspielerin
- Nikolic, Leo (* 1998), österreichischer Handballtorwart
- Nikolic, Lukas (* 2001), österreichischer Handballspieler
- Nikolić, Marko (* 1979), serbischer FußballtrainerMarko Nikolić (* 1979)

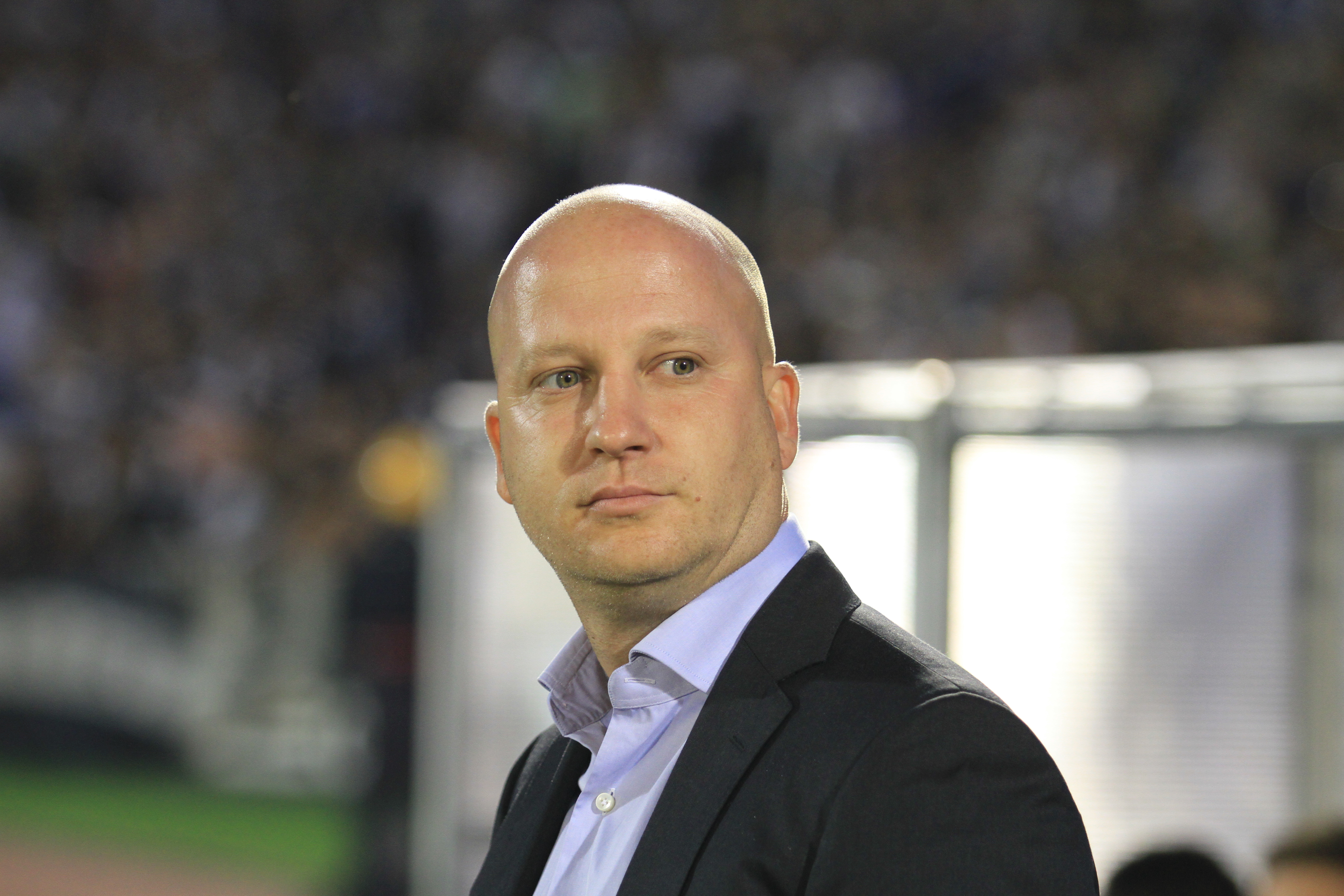
Marko Nikolić (* 1979)

- Nikolic, Mathias (* 1991), österreichischer Handballspieler
- Nikolić, Milan (* 1973), serbischer Jazzmusiker (Kontrabass)
- Nikolić, Milan (* 1979), serbischer Akkordeonist
- Nikolić, Milan (* 1983), serbischer Fußballspieler
- Nikolić, Milena (* 1992), bosnische Fußballspielerin
- Nikolić, Milica (* 1994), serbische Judoka
- Nikolić, Mitja (* 1991), slowenischer Basketballspieler
- Nikolić, Nemanja (* 1988), montenegrinischer Fußballspieler
- Nikolić, Predrag (* 1960), bosnischer Schachspieler
- Nikolić, Ratko (* 1977), serbischer Handballspieler
- Nikolic, Robert (* 1968), deutscher Fußballspieler
- Nikolić, Stefan (* 1990), montenegrinischer Fußballspieler
- Nikolić, Tomislav (* 1952), serbischer Politiker, StaatspräsidentTomislav Nikolić (* 1952)

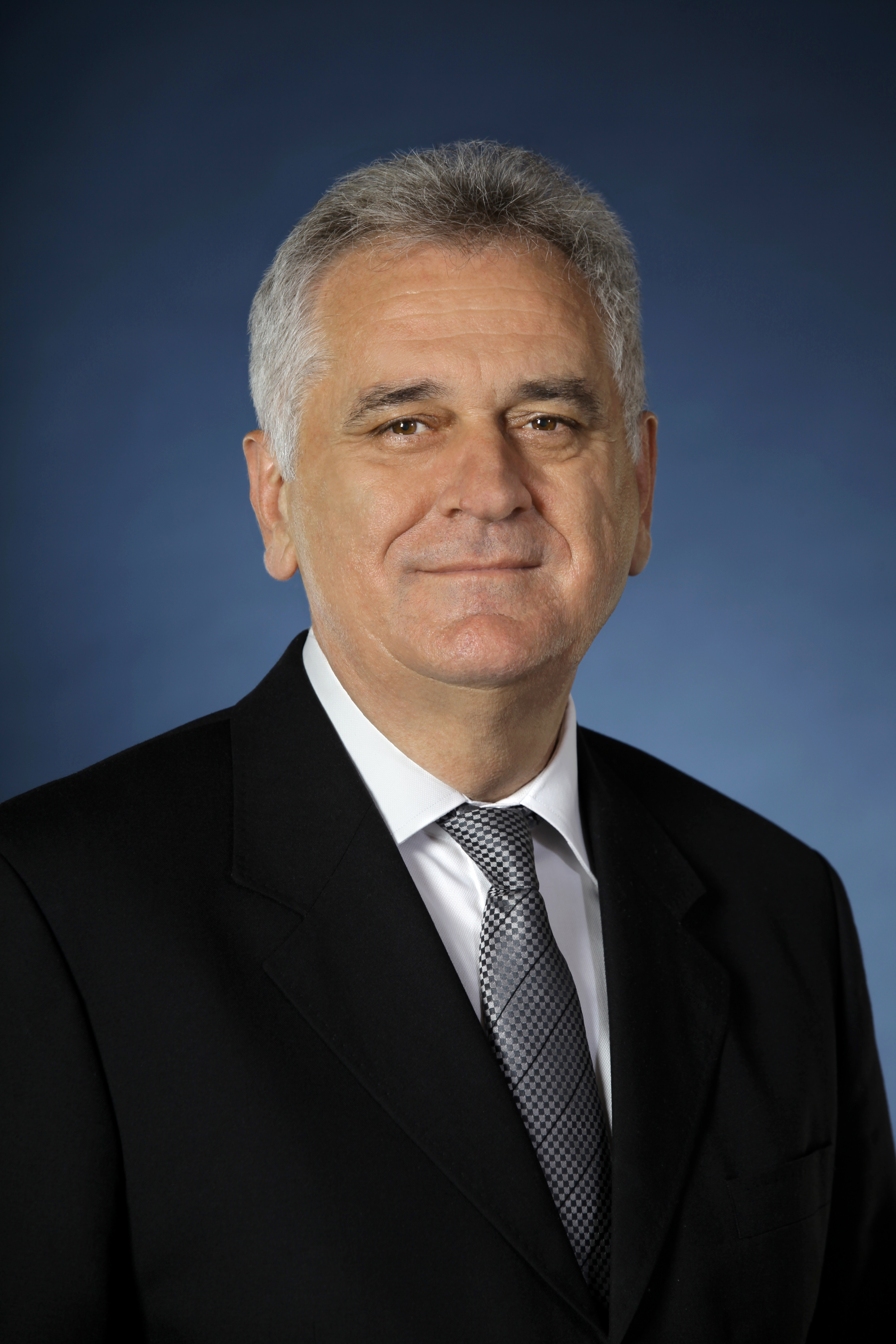
Tomislav Nikolić (* 1952)

- Nikolić, Vera (1948–2021), jugoslawische Leichtathletin
- Nikolić, Vladimir Lalo (* 1941), kroatisch-deutscher Architekt und Ausstellungsarchitekt
- Nikolić, Žarko (1936–2011), jugoslawischer Fußballspieler
- Nikolić, Zoran (* 1991), serbischer Handballspieler
- Nikolič-Kajič, Mirko (* 1984), slowenischer Handballspieler
- Nikolić-Lakatos, Ruža (1945–2022), Sängerin der Lovara
- Nikolić-Ristanović, Vesna (* 1955), serbische Rechtswissenschaftlerin und Kriminologin
- Nikolics, Nemanja (* 1987), ungarischer Fußballspieler
- Nikolischin, Andrei Iwanowitsch (* 1973), russischer Eishockeyspieler und -trainer
- Nikolitch, Gordan (* 1968), serbischer Violinist

##### Nikoll
- Nikolla, Lindita (* 1965), albanische Politikerin (PS)
- Nikolli, David (* 1994), albanischer Leichtathlet

##### Nikolo
- Nikolopoulos, Alexandros (* 1875), griechischer Gewichtheber
- Nikolopoulos, Daphne (* 1966), griechisch-US-amerikanische Schriftstellerin
- Nikolopoulos, Konstantinos, griechischer Wasserballspieler
- Nikolopoulos, Konstantinos (1786–1841), griechischer Komponist und Universalgelehrter
- Nikolopoulos, Stamatios, griechischer Radrennfahrer
- Nikoloska, Katerina (* 1990), nordmazedonische Judoka
- Nikoloudis, Michalis (* 1949), griechischer Musiker
- Nikoloudis, Panagiotis (* 1949), griechischer Politiker
- Nikoloudis, Takis (* 1951), griechischer Fußballspieler
- Nikolov, Angel (* 1975), tschechischer Eishockeyspieler
- Nikolov, Boban (* 1994), nordmazedonischer Fußballspieler
- Nikolov, Bojidar (* 1959), bulgarischer Opernsänger (Tenor)
- Nikolov, Oka (* 1974), nordmazedonisch-deutscher Fußballtorhüter
- Nikolov, Raliza (* 1971), bulgarisch-deutsche Moderatorin bei NDR Kultur
- Nikolov, Russalka (* 1952), deutsche Kunsthistorikerin, Direktorin des DB Museums in Nürnberg
- Nikolov, Slave (* 1975), nordmazedonischer Handballschiedsrichter
- Nikolovska, Jana (* 1979), nordmazedonische Skirennläuferin
- Nikolovski, Vladimir (1938–2010), jugoslawischer Fußballspieler
- Nikolow, Alexandar (* 1912), bulgarischer Radrennfahrer
- Nikolow, Alexandar (* 1940), bulgarischer Boxer
- Nikolow, Andon (* 1951), bulgarischer Gewichtheber und Funktionär
- Nikolow, Andrej (1878–1959), bulgarischer Bildhauer
- Nikolow, Boris (1929–2017), bulgarischer Boxer
- Nikolow, Dimitar (* 1967), bulgarischer Politiker
- Nikolow, Georgi (* 1977), bulgarischer Handballspieler
- Nikolow, Iwan (* 1950), bulgarischer Radrennfahrer
- Nikolow, Kiril (* 1982), bulgarischer Orientierungsläufer
- Nikolow, Lasar (1922–2005), bulgarischer Komponist
- Nikolow, Ljuben (* 1985), bulgarischer Fußballspieler
- Nikolow, Marin (* 1901), bulgarischer Radrennfahrer
- Nikolow, Martin (* 1994), bulgarischer Eishockeyspieler
- Nikolow, Mintscho (* 1952), bulgarischer Ruderer
- Nikolow, Nikola (* 1993), bulgarischer Eishockeytorwart
- Nikolow, Nikolaj (* 1964), bulgarischer Stabhochspringer
- Nikolow, Nikolaj (* 1981), bulgarischer Fußballspieler
- Nikolow, Nikolaj (* 1986), bulgarischer Volleyballspieler
- Nikolow, Ognjan (* 1949), bulgarischer Ringer
- Nikolow, Stojan (* 1949), bulgarischer Ringer
- Nikolow, Wladimir (* 1977), bulgarischer Volleyballspieler
- Nikolow, Wladimir (* 2001), bulgarischer Fußballspieler
- Nikolow-Zikow, Nikolai (* 1946), bulgarischer Maler und Dissident
- Nikolowa, Adriana (* 1988), bulgarische Schachspielerin
- Nikolowa, Ewelina (* 1993), bulgarische Ringerin
- Nikolowa, Galina (* 1978), bulgarische Autorin
- Nikolowa, Galina (* 1994), bulgarische Leichtathletin
- Nikolowa, Jordanka (1911–1944), bulgarische Politikerin und Aktivistin
- Nikolowa, Milena (* 1984), bulgarische Schriftstellerin
- Nikolowa, Rosina (* 2006), bulgarische Mittelstreckenläuferin
- Nikolowa, Stilijana (* 2005), bulgarische rhythmische Sportgymnastin

##### Nikols
- Nikolskaja, Elja Wladimirowna (1929–2011), sowjetische bzw. russische Ökonomin und Hochschullehrerin
- Nikolskaja, Tatjana Lwowna (* 1945), sowjetische bzw. russische Literaturwissenschaftlerin und Hochschullehrerin
- Nikolski (1889–1938), sowjetischer GeheimdienstoffizierNikolski (1889–1938)

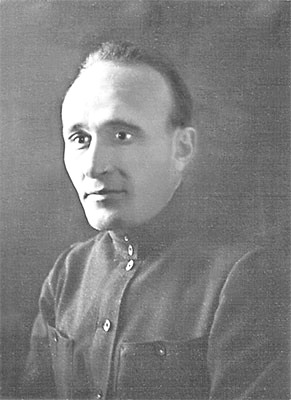
Nikolski (1889–1938)

- Nikolski, Alexander Sergejewitsch (1884–1953), russischer konstruktivistischer Architekt
- Nikolski, Alexander Wassiljewitsch (1874–1943), russischer Komponist und Musikwissenschaftler
- Nikolski, Andrei Wladimirowitsch (1959–1995), russischer Pianist
- Nikolski, Nikolai Kapitonowitsch (* 1940), russischer Mathematiker
- Nikolski, Pjotr Wassiljewitsch (1858–1940), russischer Dermatologe
- Nikolski, Sergei Michailowitsch (1905–2012), russischer Mathematiker

##### Nikolu
- Nikolussi, Johann (* 1956), österreichischer Schauspieler und Sprecher
- Nikolussi, Kathrin (* 1978), australische Skirennläuferin

#### Nikom
- Nikom Rayawa (* 1944), thailändischer Schriftsteller
- Nikom Somwang (* 1983), thailändischer Fußballspieler
- Nikoma, deutscher Musiker, Schriftsteller und Regisseur
- Nikomachos, griechischer Koroplast
- Nikomachos, griechischer Maler
- Nikomachos, Sohn des Aristoteles
- Nikomachos, athenischer Staatsschreiber
- Nikomachos von Gerasa, antiker Philosoph, Mathematiker und MusiktheoretikerNikomachos von Gerasa
- Nikomedes, römischer Märtyrer

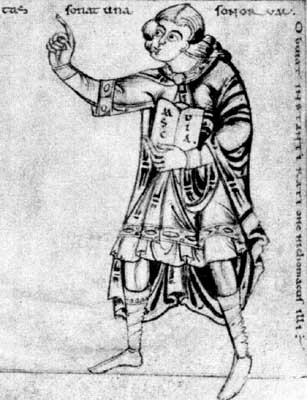
Nikomachos von Gerasa

- Nikomedes, griechischer Mathematiker
- Nikomedes I., König von Bithynien
- Nikomedes II., König von Bithynien
- Nikomedes III., König von Bithynien
- Nikomedes IV. († 74 v. Chr.), König von Bithynien

#### Nikon
- Nikon, antiker griechischer Goldschmied
- Nikon (1605–1681), russisch-orthodoxer PatriarchNikon (1605–1681)

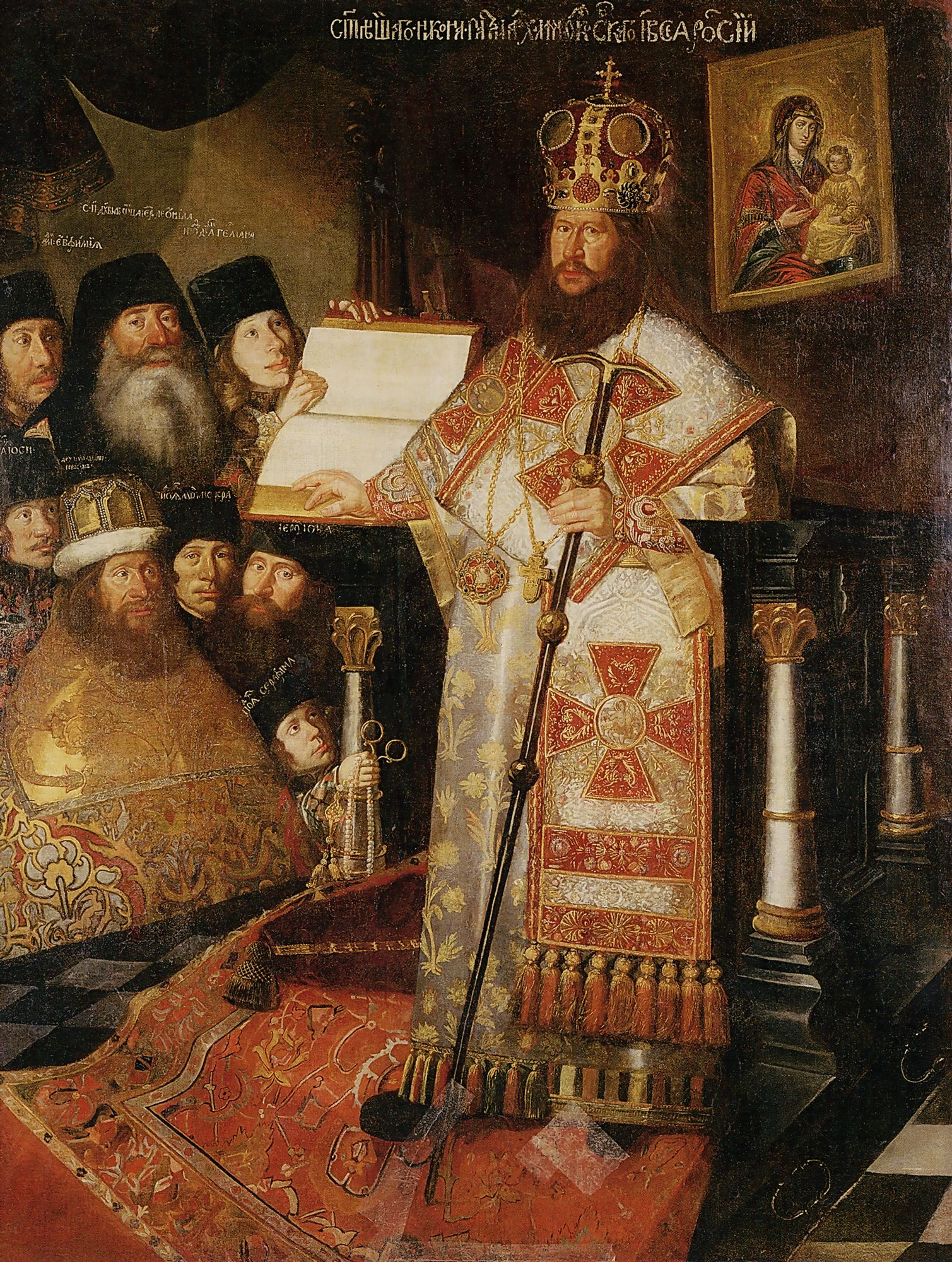
Nikon (1605–1681)

- Nikon (1894–1963), russischer Ordensgeistlicher
- Nikon vom Schwarzen Berg, griechischer Mönch und Schriftsteller
- Nikon, Hennadij (* 1975), ukrainischer Skilangläufer
- Nikonoff, Jacques (* 1952), französischer Ökonom
- Nikonorow, Boris Nikolajewitsch (1939–2015), sowjetischer Boxer und Boxtrainer
- Nikonow, Wiktor Petrowitsch (1929–1993), sowjetischer Politiker
- Nikonow, Wjatscheslaw Alexejewitsch (* 1956), russischer Politiker
- Nikonowa, Matrjona Dmitrijewna (1881–1952), Heilige der Russisch-Orthodoxen Kirche
- Nikonowa, Walentina Gennadijewna (* 1952), sowjetische Florettfechterin
- Nikonzew, Anatoli Nikolajewitsch (* 1990), russischer Eishockeyspieler

#### Nikop
- Nikopolidis, Antonios (* 1971), griechischer Fußballtorhüter

#### Nikor
- Nikorowicz, Józef (1827–1890), polnischer Komponist

#### Nikos
- Nikos, Janis (* 1973), deutsch-griechischer Schlagersänger und Entertainer
- Nikosthenes, griechischer Töpfer
- Nikosthenes-Maler, griechischer Vasenmaler des rotfigurigen Stils
- Nikostratos, griechischer Feldherr
- Nikostratos, griechischer Koroplast
- Nikostratos, griechischer Athlet, Olympiasieger 37
- Nikostratos von Trapezunt, griechischer Historiker

#### Nikow
- Nikowitz, Erich (1906–1976), österreichischer Schauspieler
- Nikowitz, Rainer (* 1964), österreichischer JournalistRainer Nikowitz (* 1964)

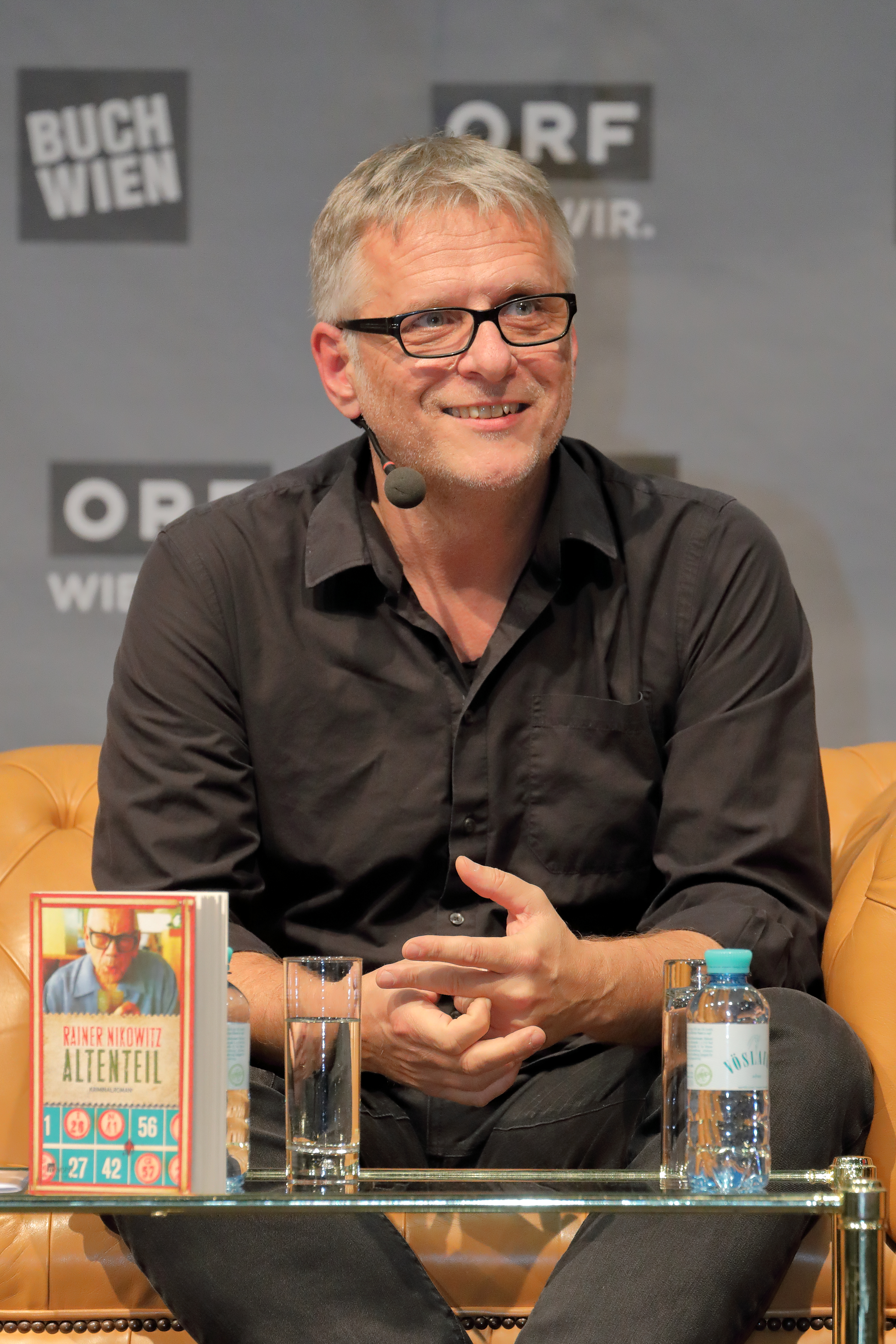
Rainer Nikowitz (* 1964)

#### Nikox
- Nikoxenos-Maler, attischer Vasenmaler des Schwarz- und Rotfigurigen Stils

### Nikp
- Nikpai, Rohullah (* 1987), afghanischer Taekwondoin
- Nikprelaj, Nikollë (* 1960), albanischer Sänger

### Niks
- Niks, Johannes (1912–1997), estnischer Fußballspieler
- Nikster (* 2001), deutscher DJ und Produzent

### Niku
- Niku, Pabasara (* 1999), sri-lankischer Sprinter
- Niku, Sami (* 1996), finnischer Eishockeyspieler
- Niku, Tapani (1895–1989), finnischer Skilangläufer
- Nikula, Pentti (* 1939), finnischer Leichtathlet
- Nikula, Radscha, sudanesische Politikerin
- Nikulás Bergþórsson († 1159), isländischer Abt, Gelehrter und Skalde
- Nikulenkau, Dsmitryj (* 1984), belarussischer Handballspieler und -trainer
- Nikulin, Alexander Sergejewitsch (* 1985), russischer Eishockeystürmer
- Nikulin, Igor Jurjewitsch (1960–2021), russischer Hammerwerfer
- Nikulin, Ilja Wladimirowitsch (* 1982), russischer Eishockeyverteidiger
- Nikulin, Juri Petrowitsch (1931–1988), sowjetisch-russischer Hammerwerfer
- Nikulin, Juri Wladimirowitsch (1921–1997), russischer Clown und FilmschauspielerJuri Wladimirowitsch Nikulin (1921–1997)

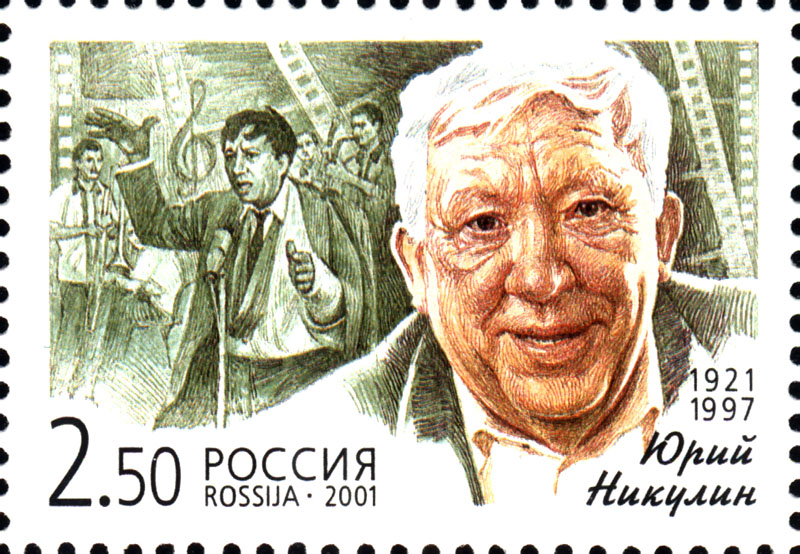
Juri Wladimirowitsch Nikulin (1921–1997)

- Nikulin, Waleri Wiktorowitsch (* 1969), russischer Eishockeyspieler
- Nikulina, Anna Igorewna (* 1991), russische Biathletin
- Nikulina, Anna Wladimirowna (1904–1992), sowjetische Majorin
- Nikulina, Jewdokija Andrejewna (1917–1993), sowjetische Bomberpilotin
- Nikulitzas Delphinas, byzantinischer Aristokrat und Rebell gegen Kaiser Konstantin X. in Thessalien
- Nikulka, Frank (* 1962), deutscher Prähistoriker und Hochschullehrer
- Nikultschina, Irina (* 1974), bulgarische Biathletin
- Nikunen, Tommi (* 1973), finnischer Skispringer und Skisprungtrainer
- Nikuradse, Alexander (1900–1981), deutscher Physiker und Geopolitiker
- Nikuradse, Johann (1894–1979), deutscher Ingenieur und Physiker
- Nikusch, Walter (1908–1987), deutscher expressionistischer Maler und Grafiker
- Nikuta, Marie-Luise (1938–2020), Kölner Mundartsängerin
- Nikutowski, Arthur (1830–1888), deutscher Maler
- Nikutowski, Erich (1872–1921), deutscher Landschaftsmaler, Radierer und Lithograf
- Nikutta, Jörg (* 1971), deutscher Manager
- Nikutta, Sigrid (* 1969), deutsche ManagerinSigrid Nikutta (* 1969)

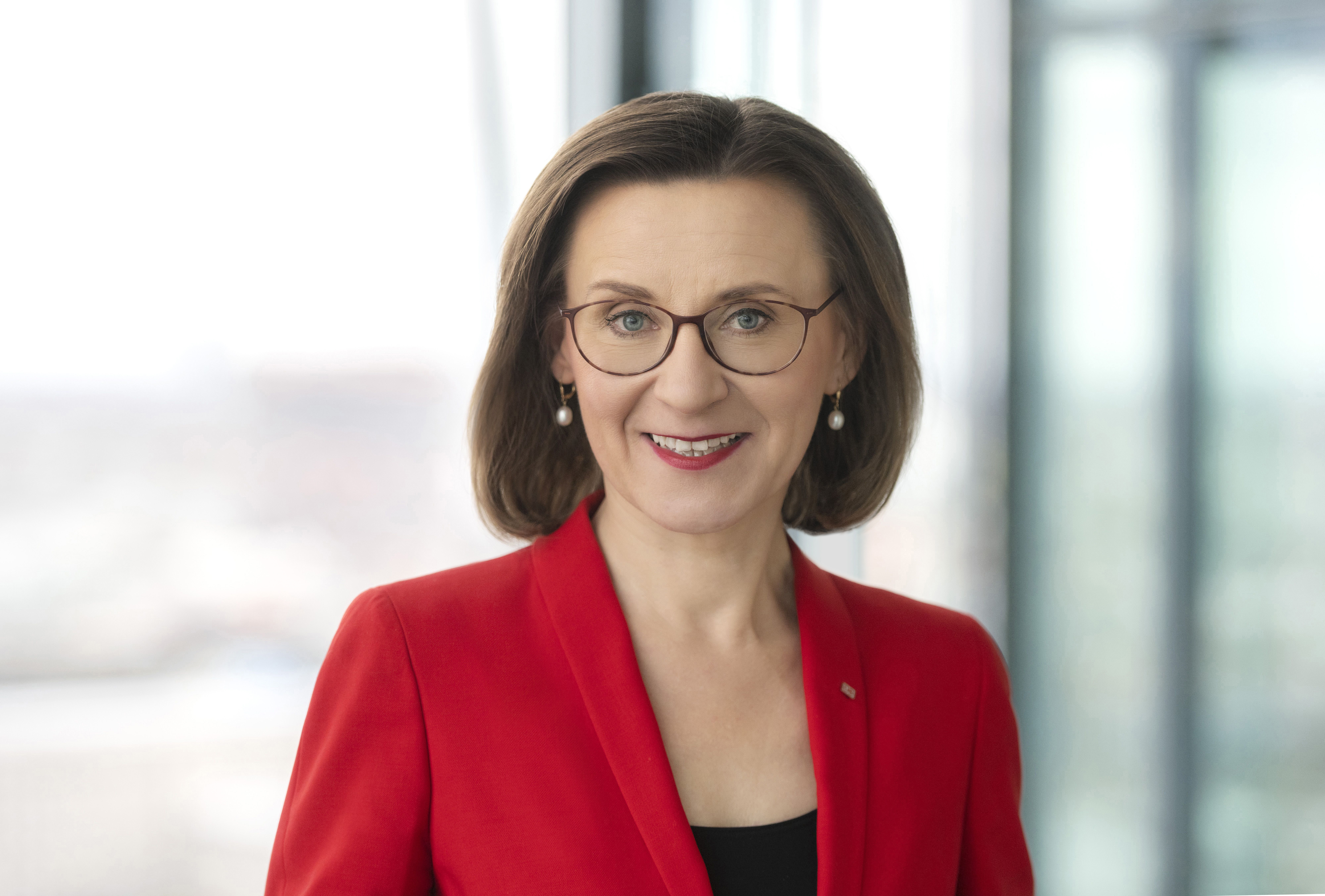
Sigrid Nikutta (* 1969)

### Nikw
- Nikwigize, Phocas (1919–1996), ruandischer Geistlicher, römisch-katholischer Bischof von Ruhengeri

### Nikz
- Nikžentaitis, Alvydas (* 1961), litauischer Historiker und Kulturwissenschaftler